# UCI Europe Tour 2015
Navigation
Édition précédente Édition suivante
L'UCI Europe Tour 2015 est la onzième édition de l'UCI Europe Tour, l'un des cinq circuits continentaux de cyclisme de l'Union cycliste internationale. Il est composé d'environ 400 compétitions organisées du 29 janvier au 8 novembre 2015 en Europe.
Le Français Nacer Bouhanni (Cofidis) remporte le classement des coureurs et l'équipe belge Topsport Vlaanderen-Baloise celui par équipes.

## Calendrier des épreuves

### Janvier
| Date | Course                              | Pays    | Classe | Vainqueur          | Équipe      |
| ---- | ----------------------------------- | ------- | ------ | ------------------ | ----------- |
| 29   | Trofeo Santanyí-Ses Salines-Campos  | Espagne | 1.1    | Matteo Pelucchi    | IAM         |
| 30   | Trofeo Andratx-Mirador d'Es Colomer | Espagne | 1.1    | Steve Cummings     | MTN-Qhubeka |
| 31   | Trofeo Serra de Tramontana          | Espagne | 1.1    | Alejandro Valverde | Movistar    |

### Février

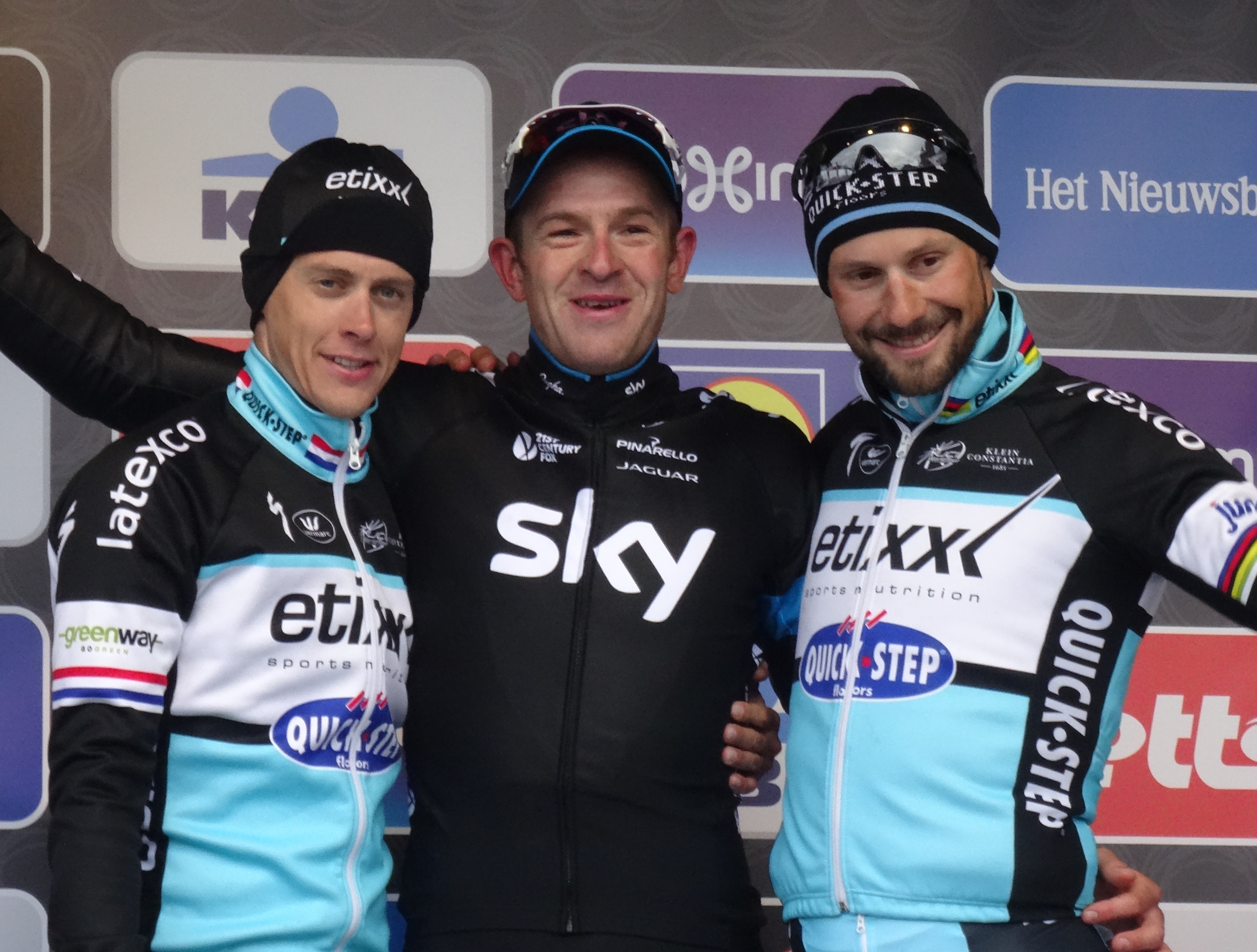
Podium de l'édition 2015 du Circuit Het Nieuwsblad : Niki Terpstra (2e), Ian Stannard (1er) et Tom Boonen (3e).

| Date  | Course                                 | Pays     | Classe | Vainqueur          | Équipe                       |
| ----- | -------------------------------------- | -------- | ------ | ------------------ | ---------------------------- |
| 1     | Trofeo Playa de Palma-Palma            | Espagne  | 1.1    | Matteo Pelucchi    | IAM                          |
| 1     | Grand Prix d'ouverture La Marseillaise | France   | 1.1    | Pim Ligthart       | Lotto-Soudal                 |
| 4-8   | Étoile de Bessèges                     | France   | 2.1    | Bob Jungels        | Trek Factory Racing          |
| 8     | Grand Prix de la côte étrusque         | Italie   | 1.1    | Manuel Belletti    | Southeast                    |
| 14    | Tour de Murcie                         | Espagne  | 1.1    | Rein Taaramäe      | Astana                       |
| 15    | Clásica de Almería                     | Espagne  | 1.1    | Mark Cavendish     | Etixx-Quick Step             |
| 15    | Grand Prix Laguna                      | Croatie  | 1.2    | Michael Gogl       | Felbermayr Simplon Wels      |
| 18-22 | Tour de l'Algarve                      | Portugal | 2.1    | Geraint Thomas     | Sky                          |
| 18-22 | Tour d'Andalousie                      | Espagne  | 2.1    | Christopher Froome | Sky                          |
| 19    | Trofeo Laigueglia                      | Italie   | 1.HC   | Davide Cimolai     | Lampre-Merida                |
| 21-22 | Tour du Haut-Var                       | France   | 2.1    | Ben Gastauer       | AG2R La Mondiale             |
| 28    | Circuit Het Nieuwsblad                 | Belgique | 1.HC   | Ian Stannard       | Sky                          |
| 28    | Classic Sud Ardèche                    | France   | 1.1    | Eduardo Sepúlveda  | Bretagne-Séché Environnement |
| 28    | Ster van Zwolle                        | Pays-Bas | 1.2    | Elmar Reinders     | Jo Piels                     |

### Mars

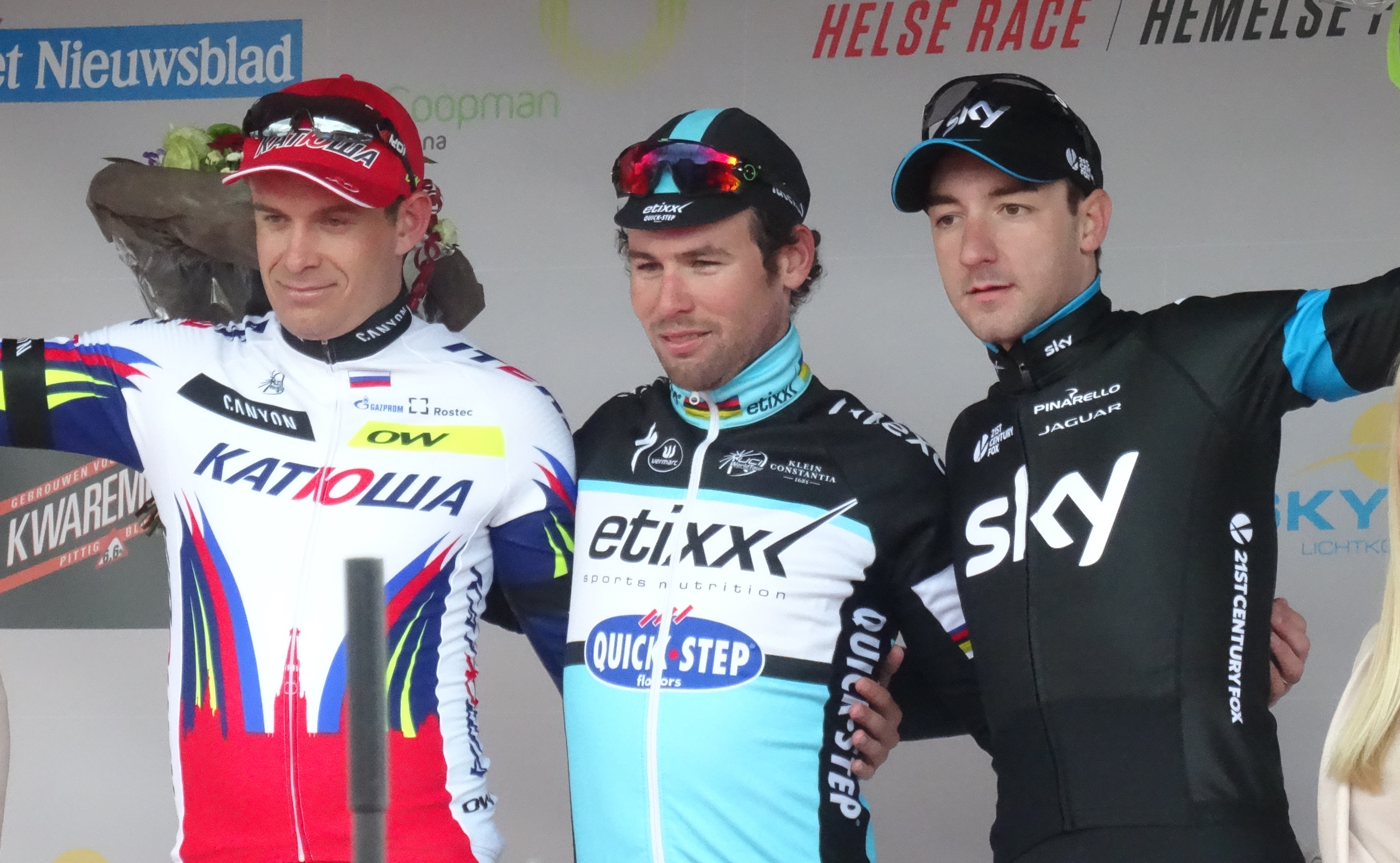
Podium de l'édition 2015 de Kuurne-Bruxelles-Kuurne : Alexander Kristoff (2e), Mark Cavendish (1er) et Elia Viviani (3e).

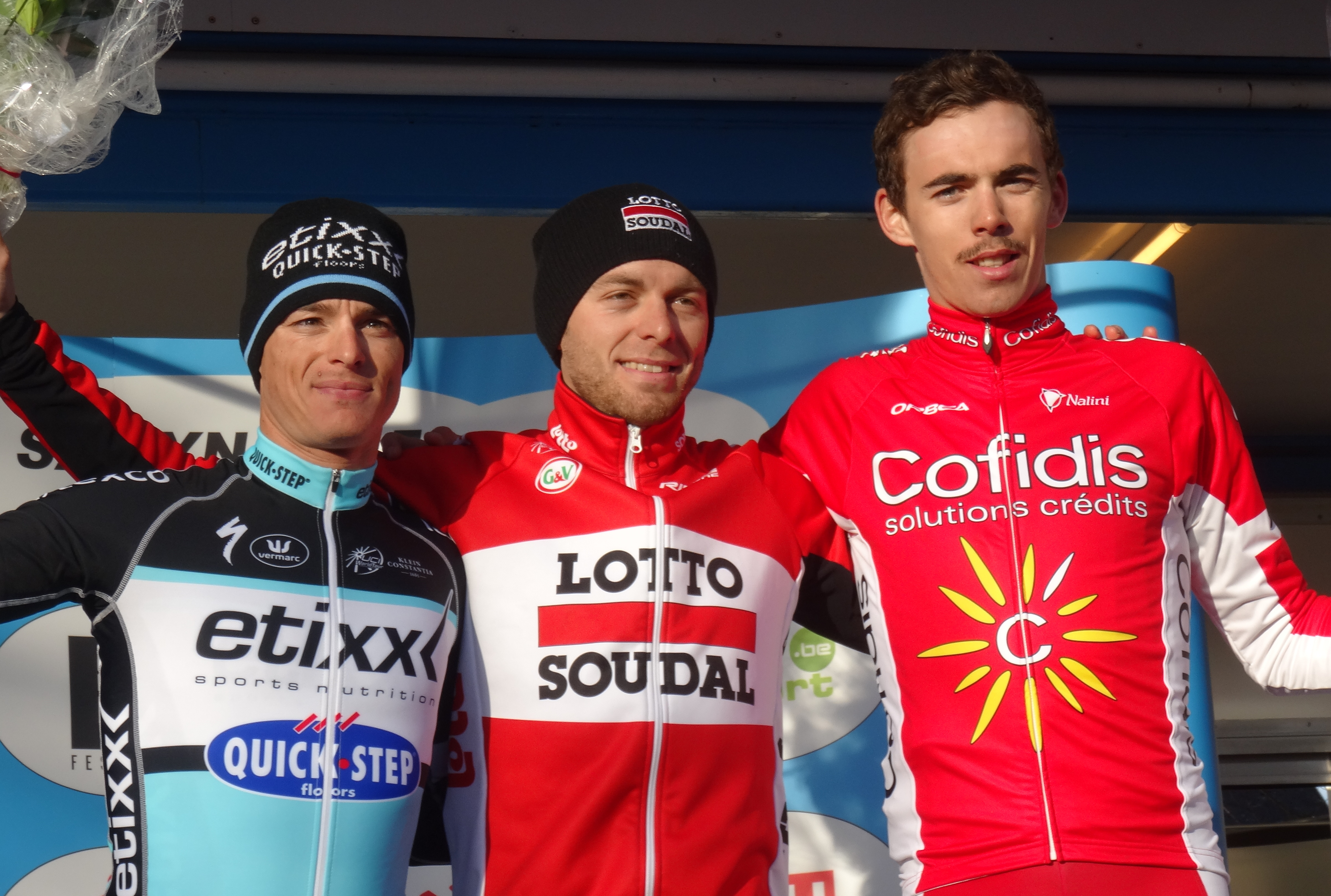
Podium de l'édition 2015 du Samyn : Gianni Meersman (2e), Kris Boeckmans (1er) et Christophe Laporte (3e).

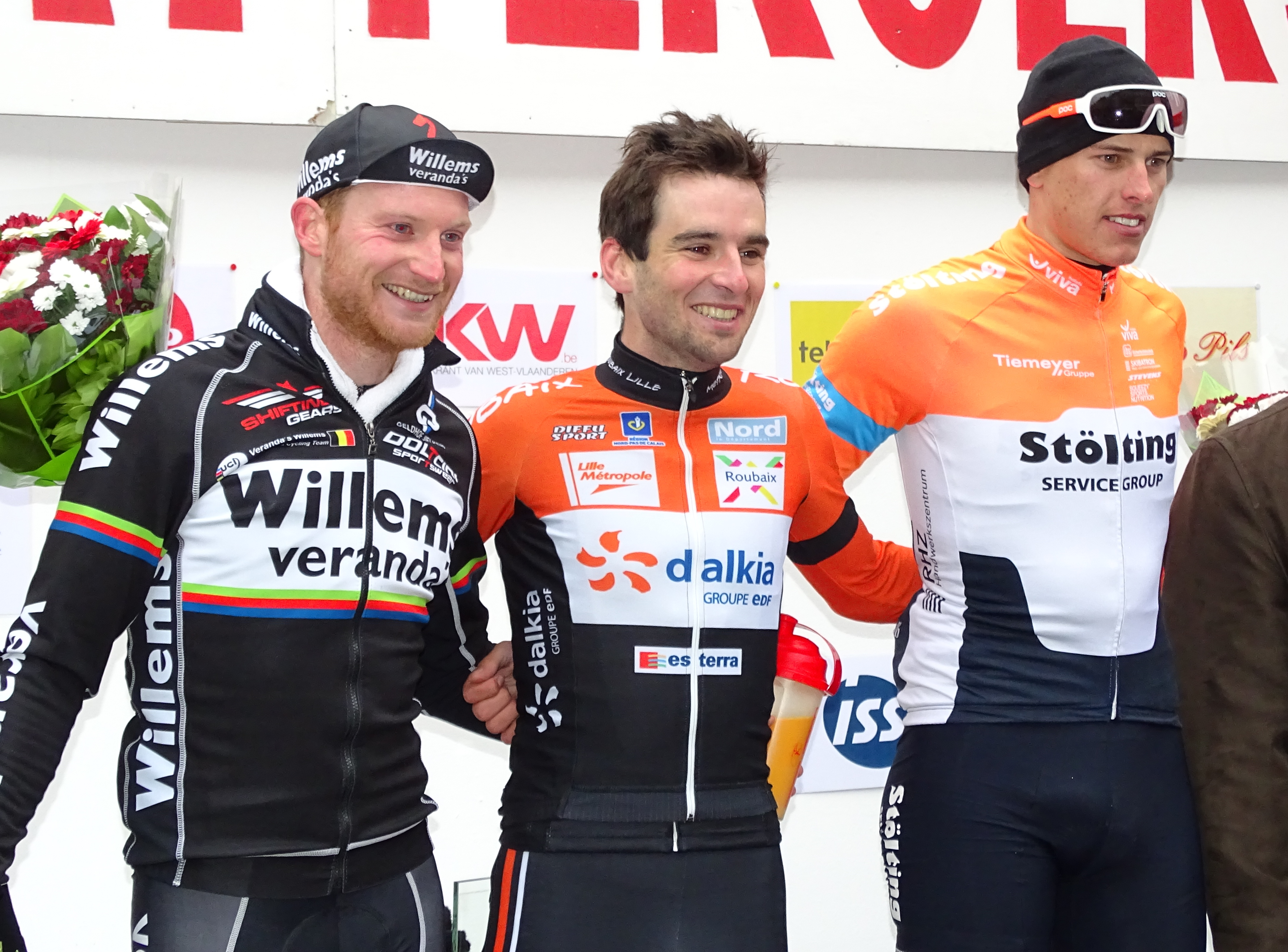
Podium de l'édition 2015 de la Course des chats : Joeri Calleeuw (2e), Baptiste Planckaert (1er) et Nils Politt (3e).

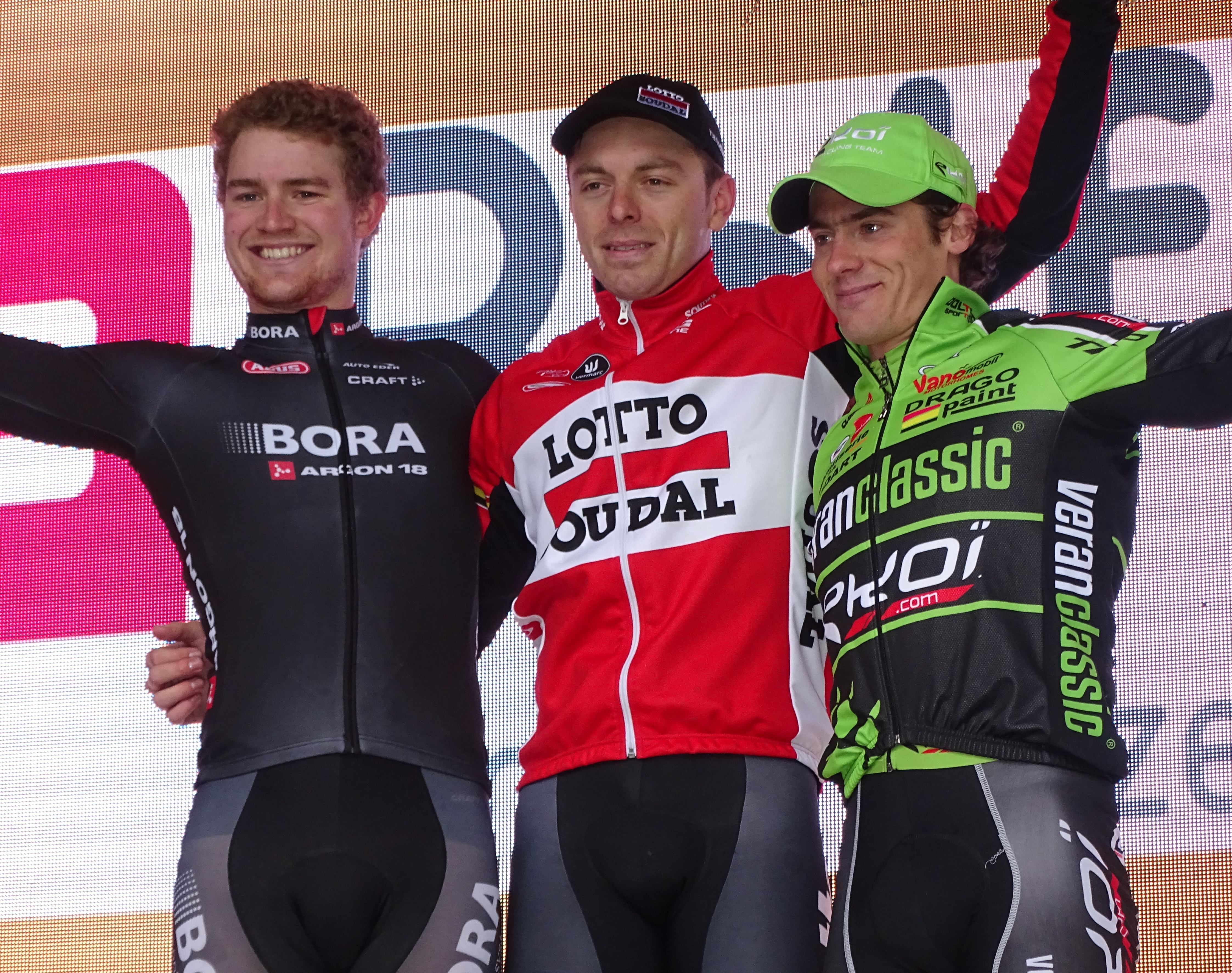
Podium de l'édition 2015 de la Nokere Koerse : Scott Thwaites (3e), Kris Boeckmans (1er) et Justin Jules (2e).

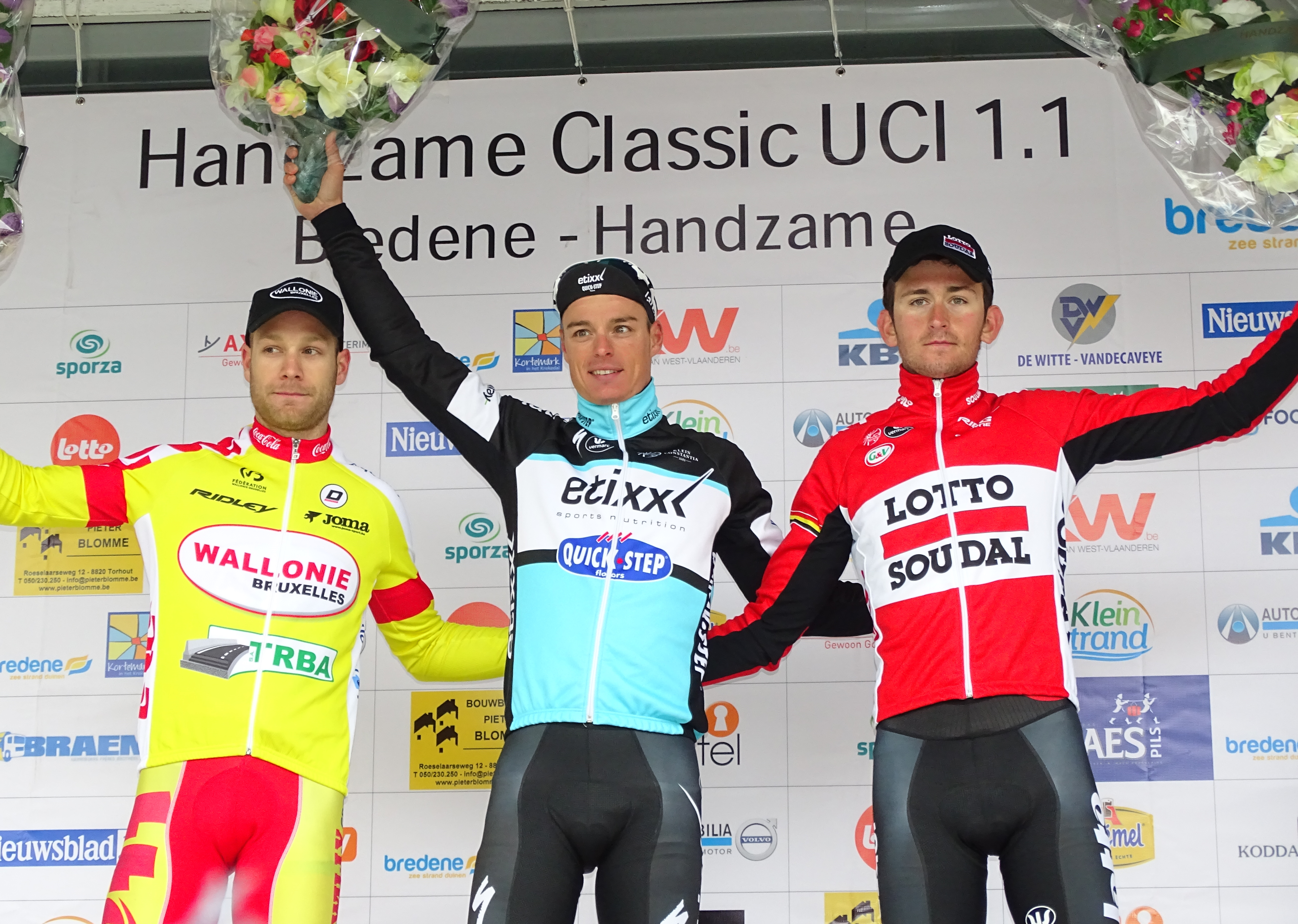
Podium de l'édition 2015 de la Handzame Classic : Antoine Demoitié (2e), Gianni Meersman (1er) et Tiesj Benoot (3e).

| Date  | Course                                  | Pays     | Classe | Vainqueur              | Équipe                         |
| ----- | --------------------------------------- | -------- | ------ | ---------------------- | ------------------------------ |
| 1     | Classique de Loulé                      | Portugal | 1.2    | Michael Woods          | Optum-Kelly Benefit Strategies |
| 1     | Grand Prix de Lugano                    | Suisse   | 1.HC   | Niccolò Bonifazio      | Lampre-Merida                  |
| 1     | Kuurne-Bruxelles-Kuurne                 | Belgique | 1.1    | Mark Cavendish         | Etixx-Quick Step               |
| 1     | Drôme Classic                           | France   | 1.1    | Samuel Dumoulin        | AG2R La Mondiale               |
| 1     | Grand Prix Izola                        | Slovénie | 1.2    | Gregor Mühlberger      | Felbermayr Simplon Wels        |
| 4     | Umag Trophy                             | Croatie  | 1.2    | Marko Kump             | Adria Mobil                    |
| 4     | Le Samyn                                | Belgique | 1.1    | Kris Boeckmans         | Lotto-Soudal                   |
| 6-8   | Trois jours de Flandre-Occidentale      | Belgique | 2.1    | Yves Lampaert          | Etixx-Quick Step               |
| 7     | Strade Bianche                          | Italie   | 1.HC   | Zdeněk Štybar          | Etixx-Quick Step               |
| 7     | Poreč Trophy                            | Croatie  | 1.2    | Marko Kump             | Adria Mobil                    |
| 7-8   | Grand Prix international de Guadiana    | Portugal | 2.2    | Jordi Simón            | Ecuador                        |
| 8     | Dorpenomloop Rucphen                    | Pays-Bas | 1.2    | Floris Gerts           | BMC Development                |
| 12-15 | Istrian Spring Trophy                   | Croatie  | 2.2    | Markus Eibegger        | Synergy Baku Project           |
| 14    | Tour de Drenthe                         | Pays-Bas | 1.1    | Edward Theuns          | Topsport Vlaanderen-Baloise    |
| 15    | Circuit du Pays de Waes                 | Belgique | 1.2    | Geert van der Weijst   | 3M                             |
| 15    | Course des chats                        | Belgique | 1.2    | Baptiste Planckaert    | Roubaix Lille Métropole        |
| 15    | Paris-Troyes                            | France   | 1.2    | David Menut            | Auber 93                       |
| 15    | À travers Drenthe                       | Pays-Bas | 1.1    | Manuel Belletti        | Southeast                      |
| 17    | Sotchi Cup                              | Russie   | 1.2    | Uladzimir Harakhavik   | RCOP-Belarus                   |
| 18    | Nokere Koerse                           | Belgique | 1.1    | Kris Boeckmans         | Lotto-Soudal                   |
| 18    | Grand Prix Sotchi Mayor                 | Russie   | 1.2    | Sergey Firsanov        | Rusvelo                        |
| 19    | Grand Prix Nobili Rubinetterie          | Italie   | 1.HC   | Giacomo Nizzolo        | Trek Factory Racing            |
| 19-22 | Grand Prix de Sotchi                    | Russie   | 2.2    | Alexander Foliforov    | RusVelo                        |
| 20    | Handzame Classic                        | Belgique | 1.1    | Gianni Meersman        | Etixx-Quick Step               |
| 21    | Classic Loire-Atlantique                | France   | 1.1    | Alexis Gougeard        | AG2R La Mondiale               |
| 21    | Ronde van Zeeland Seaports              | Pays-Bas | 1.1    | Iljo Keisse            | Etixx-Quick Step               |
| 21-22 | Grand Prix Liberty Seguros              | Portugal | 2.2    | Ruben Guerreiro        | Axeon                          |
| 22    | Cholet-Pays de Loire                    | France   | 1.1    | Pierrick Fédrigo       | Bretagne-Séché Environnement   |
| 23-29 | Tour de Normandie                       | France   | 2.2    | Dimitri Claeys         | Verandas Willems               |
| 24-27 | Tour de Çanakkale                       | Turquie  | 2.2    | Ahmet Akdilek          | Torku Şekerspor                |
| 25    | À travers les Flandres                  | Belgique | 1.HC   | Jelle Wallays          | Topsport Vlaanderen-Baloise    |
| 25-29 | Tour de l'Alentejo                      | Portugal | 2.2    | Paweł Bernas           | ActiveJet                      |
| 26    | Classica Corsica                        | France   | 1.1    | Thomas Boudat          | Europcar                       |
| 26-29 | Semaine internationale Coppi et Bartali | Italie   | 2.1    | Louis Meintjes         | MTN-Qhubeka                    |
| 28-29 | Critérium international                 | France   | 2.HC   | Jean-Christophe Péraud | AG2R La Mondiale               |
| 31-2  | Trois Jours de La Panne                 | Belgique | 2.HC   | Alexander Kristoff     | Katusha                        |

### Avril

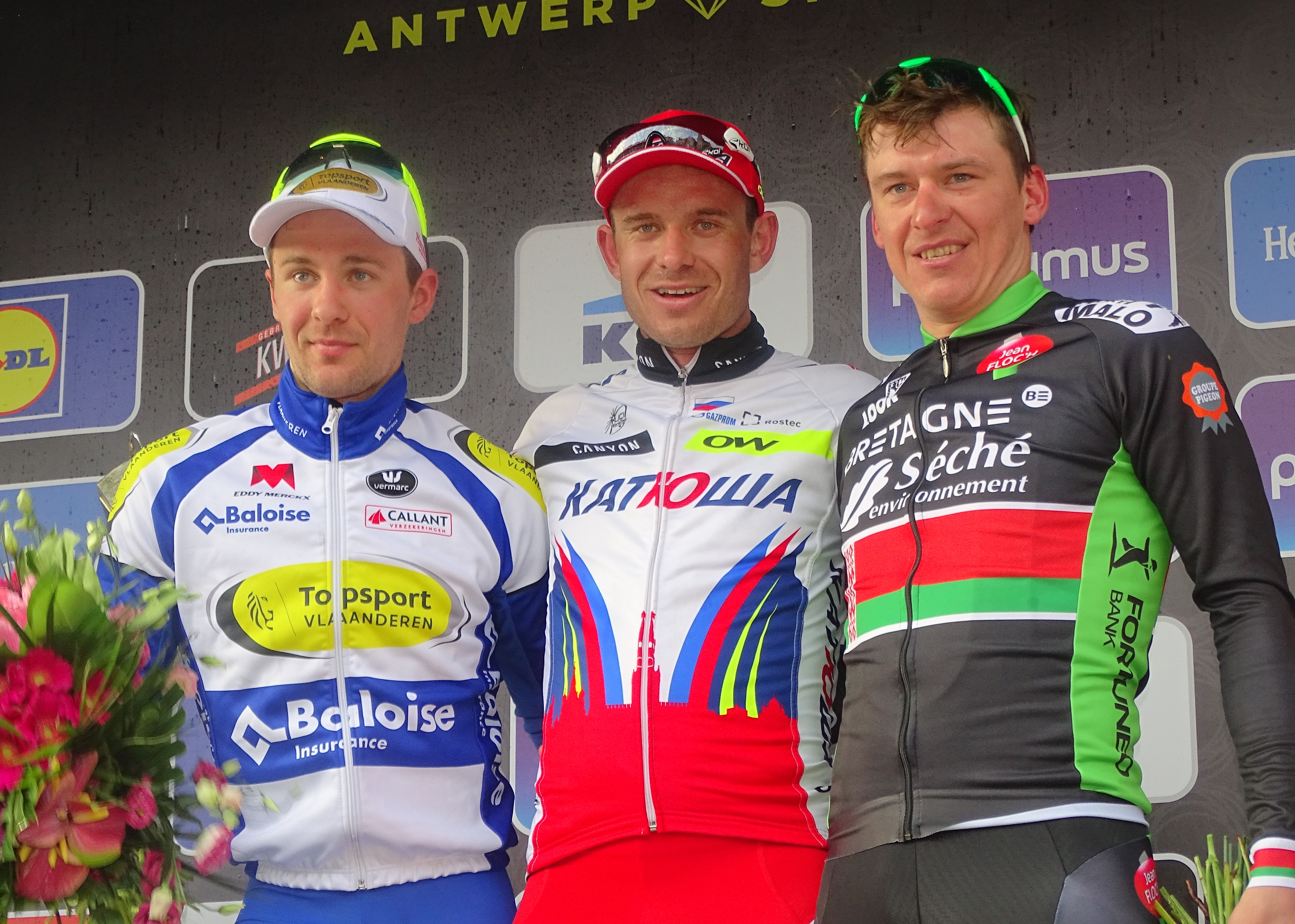
Podium de l'édition 2015 du Grand Prix de l'Escaut : Edward Theuns (2e), Alexander Kristoff (1er) et Yauheni Hutarovich (3e).

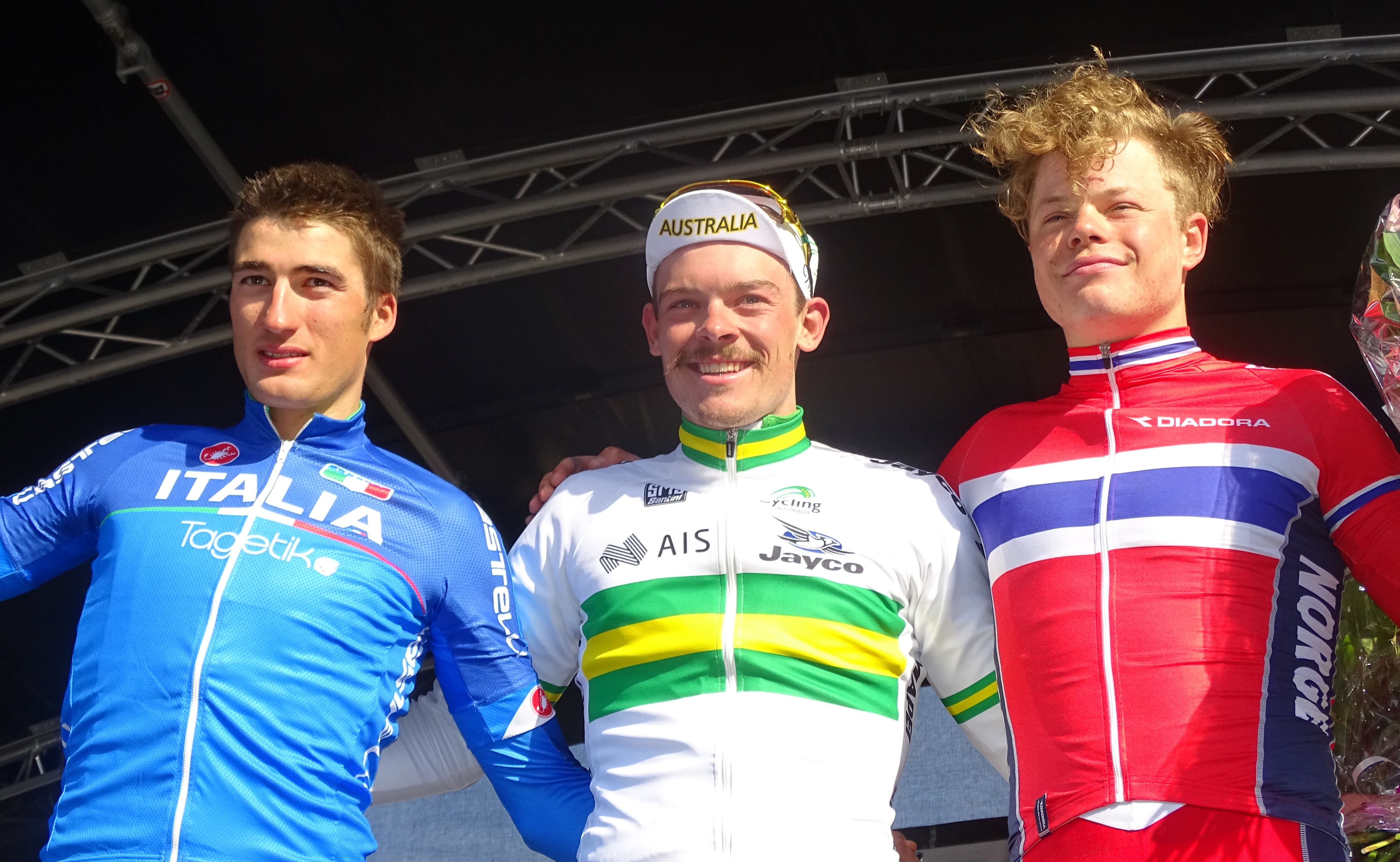
Podium de l'édition 2015 du Tour des Flandres espoirs : Gianni Moscon (2e), Alexander Edmondson (1er) et Truls Engen Korsæth (3e).

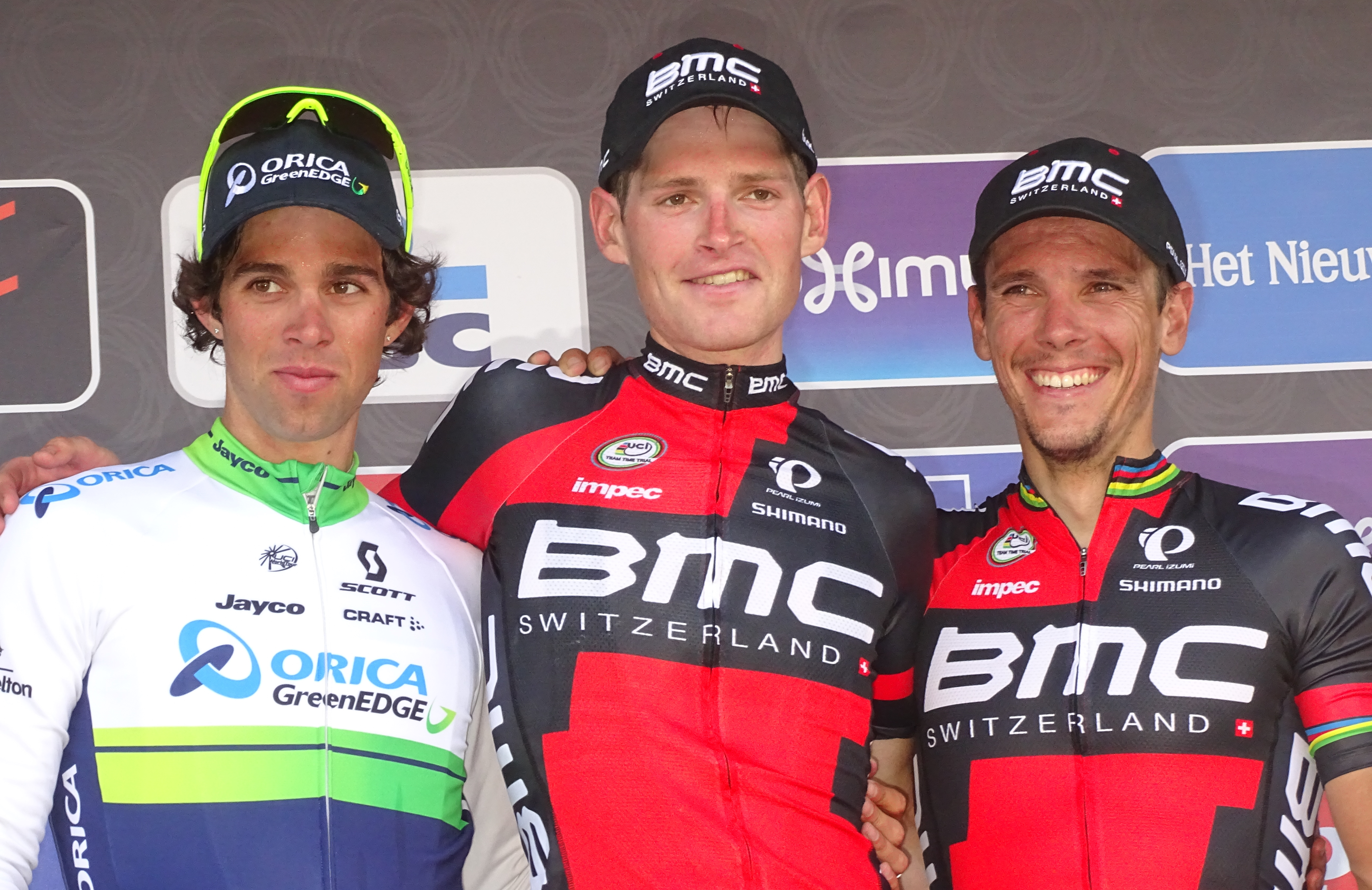
Podium de l'édition 2015 de la Flèche brabançonne : Michael Matthews (2e), Ben Hermans (1er) et Philippe Gilbert (3e).

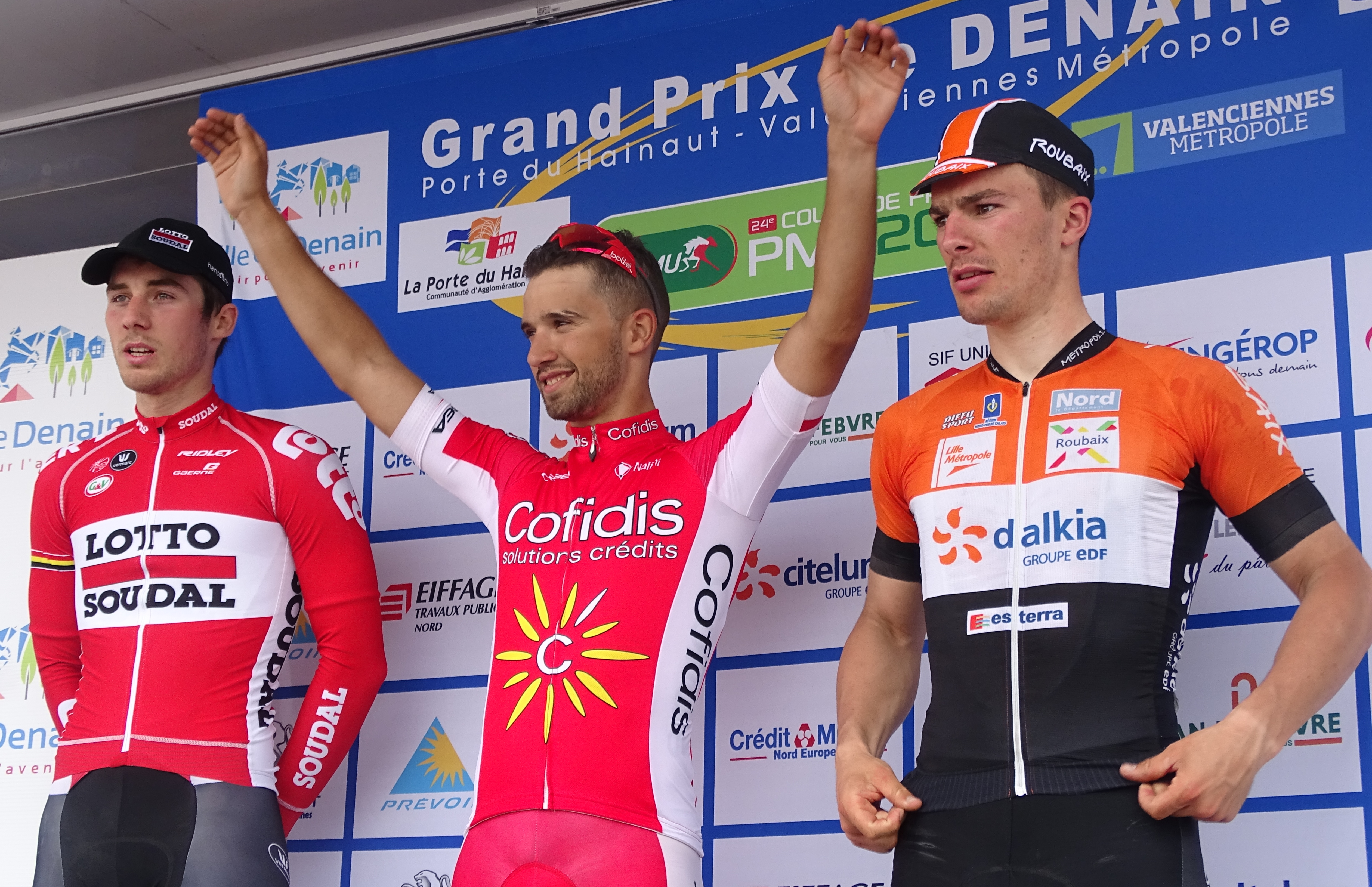
Podium de l'édition 2015 du Grand Prix de Denain : Boris Vallée (2e), Nacer Bouhanni (1er) et Rudy Barbier (3e).

| Date  | Course                                    | Pays               | Classe | Vainqueur            | Équipe                               |
| ----- | ----------------------------------------- | ------------------ | ------ | -------------------- | ------------------------------------ |
| 1     | Krasnodar-Anapa                           | Russie             | 1.2    | Andrey Solomennikov  | RusVelo                              |
| 2-5   | Tour de Kuban                             | Russie             | 2.2    | Dimitry Samokhvalov  | Itera-Katusha                        |
| 3     | Route Adélie de Vitré                     | France             | 1.1    | Romain Feillu        | Bretagne-Séché Environnement         |
| 3-6   | Triptyque des Monts et Châteaux           | Belgique           | 2.2    | Lilian Calmejane     | Vendée U                             |
| 4     | Volta Limburg Classic                     | Pays-Bas           | 1.1    | Stefan Küng          | BMC Racing                           |
| 4     | Grand Prix Miguel Indurain                | Espagne            | 1.1    | Ángel Vicioso        | Katusha                              |
| 5     | Trofeo Banca Popolare di Vicenza          | Italie             | 1.2U   | Felix Großschartner  | Felbermayr Simplon Wels              |
| 5     | Grand Prix Adria Mobil                    | Slovénie           | 1.2    | Marko Kump           | Adria Mobil                          |
| 5     | Paris-Camembert                           | France             | 1.1    | Julien Loubet        | Marseille 13 KTM                     |
| 5     | Tour de La Rioja                          | Espagne            | 1.1    | Caleb Ewan           | Orica-GreenEDGE                      |
| 6     | Giro del Belvedere                        | Italie             | 1.2U   | Andrea Vendrame      | Zalf Euromobil Désirée Fior          |
| 7-10  | Circuit de la Sarthe                      | France             | 2.1    | Ramūnas Navardauskas | Cannondale-Garmin                    |
| 8     | Grand Prix de l'Escaut                    | Belgique           | 1.HC   | Alexander Kristoff   | Katusha                              |
| 9-12  | Tour de Mersin                            | Turquie            | 2.2    | Oleksandr Polivoda   | Kolss-BDC                            |
| 10-12 | Circuit des Ardennes international        | France             | 2.2    | Evaldas Šiškevičius  | Marseille 13 KTM                     |
| 11    | Tour des Flandres espoirs                 | Belgique           | 1.Ncup | Alexander Edmondson  | Équipe nationale d'Australie espoirs |
| 11    | Trophée Edil C                            | Italie             | 1.2    | Francesco Reda       | Idea 2010 ASD                        |
| 12    | Klasika Primavera                         | Espagne            | 1.1    | José Herrada         | Movistar                             |
| 15    | Maykop-Ulyap-Maykop                       | Russie             | 1.2    | Ivan Balykin         | RusVelo                              |
| 15    | Flèche brabançonne                        | Belgique           | 1.HC   | Ben Hermans          | BMC Racing                           |
| 15    | Côte picarde                              | France             | 1.Ncup | Simone Consonni      | Équipe nationale d'Italie espoirs    |
| 15-19 | Tour du Loir-et-Cher                      | France             | 2.2    | Romain Cardis        | Vendée U                             |
| 16    | Grand Prix de Denain                      | France             | 1.1    | Nacer Bouhanni       | Cofidis                              |
| 16-19 | Grand Prix d'Adyguée                      | Russie             | 2.2    | Sergey Firsanov      | RusVelo                              |
| 17-19 | Tour de Castille-et-León                  | Espagne            | 2.1    | Pierre Rolland       | Europcar                             |
| 17-18 | ZLM Tour                                  | Pays-Bas           | 2.Ncup | Søren Kragh Andersen | Équipe nationale du Danemark espoirs |
| 18    | Arno Wallaard Memorial                    | Pays-Bas           | 1.2    | Jasper Bovenhuis     | SEG Racing                           |
| 18    | Belgrade-Banja Luka I                     | Bosnie-Herzégovine | 1.2    | Marko Kump           | Adria Mobil                          |
| 18    | Tour du Finistère                         | France             | 1.1    | Tim De Troyer        | Wanty-Groupe Gobert                  |
| 18    | Liège-Bastogne-Liège espoirs              | Belgique           | 1.2U   | Guillaume Martin     | CC Étupes                            |
| 19    | Tour de Hollande-Septentrionale           | Pays-Bas           | 1.2    | Johim Ariesen        | Metec-TKH-Mantel                     |
| 19    | Tro Bro Leon                              | France             | 1.1    | Alexandre Geniez     | FDJ                                  |
| 19    | Belgrade-Banja Luka II                    | Bosnie-Herzégovine | 1.2    | Andi Bajc            | Amplatz-BMC                          |
| 21-24 | Tour du Trentin                           | Italie             | 2.HC   | Richie Porte         | Sky                                  |
| 21-26 | Tour de Croatie                           | Croatie            | 2.1    | Maciej Paterski      | CCC Sprandi Polkowice                |
| 25    | Zuid Oost Drenthe Classic I               | Pays-Bas           | 1.2    | Jeff Vermeulen       | Jo Piels                             |
| 25    | Gran Premio della Liberazione             | Italie             | 1.2U   | Lucas Gaday          | Unieuro Wilier                       |
| 25-1  | Tour de Bretagne                          | France             | 2.2    | Sébastien Delfosse   | Wallonie-Bruxelles                   |
| 26    | Paris-Mantes-en-Yvelines                  | France             | 1.2    | Nicolas Baldo        | Vorarlberg                           |
| 26    | East Midlands International Cicle Classic | Royaume-Uni        | 1.2    | Steele Von Hoff      | NFTO                                 |
| 26    | Roue tourangelle                          | France             | 1.1    | Lorrenzo Manzin      | FDJ                                  |
| 26    | Tour des Apennins                         | Italie             | 1.1    | Omar Fraile          | Caja Rural-Seguros RGA               |
| 26-3  | Tour de Turquie                           | Turquie            | 2.HC   | Kristijan Đurasek    | Lampre-Merida                        |
| 28-3  | Carpathian Couriers Race                  | Hongrie            | 2.2U   | Tim Ariesen          | Jo Piels                             |

### Mai

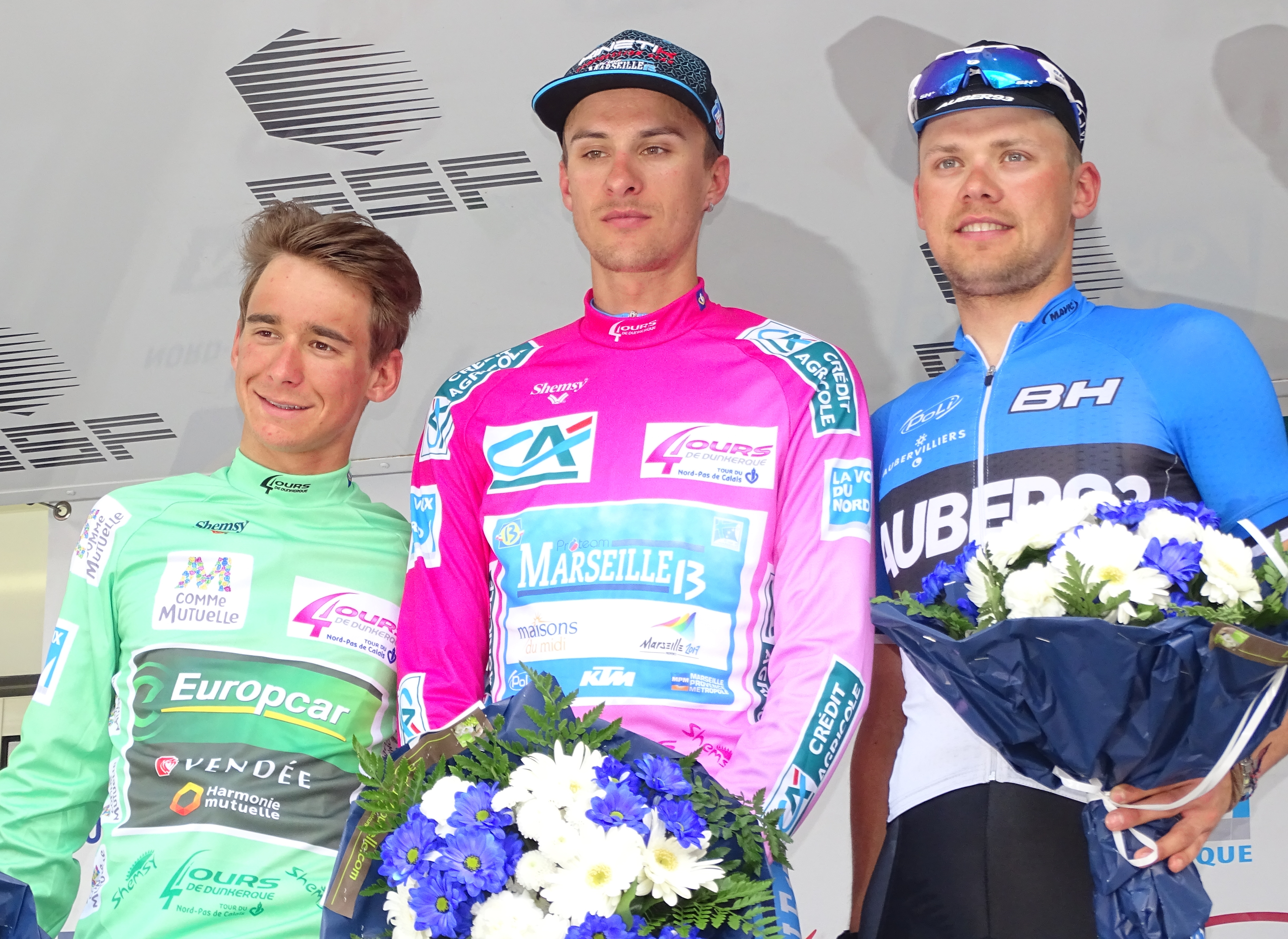
Podium de l'édition 2015 des Quatre Jours de Dunkerque : Bryan Coquard (2e), Ignatas Konovalovas (1er) et Alo Jakin (3e).

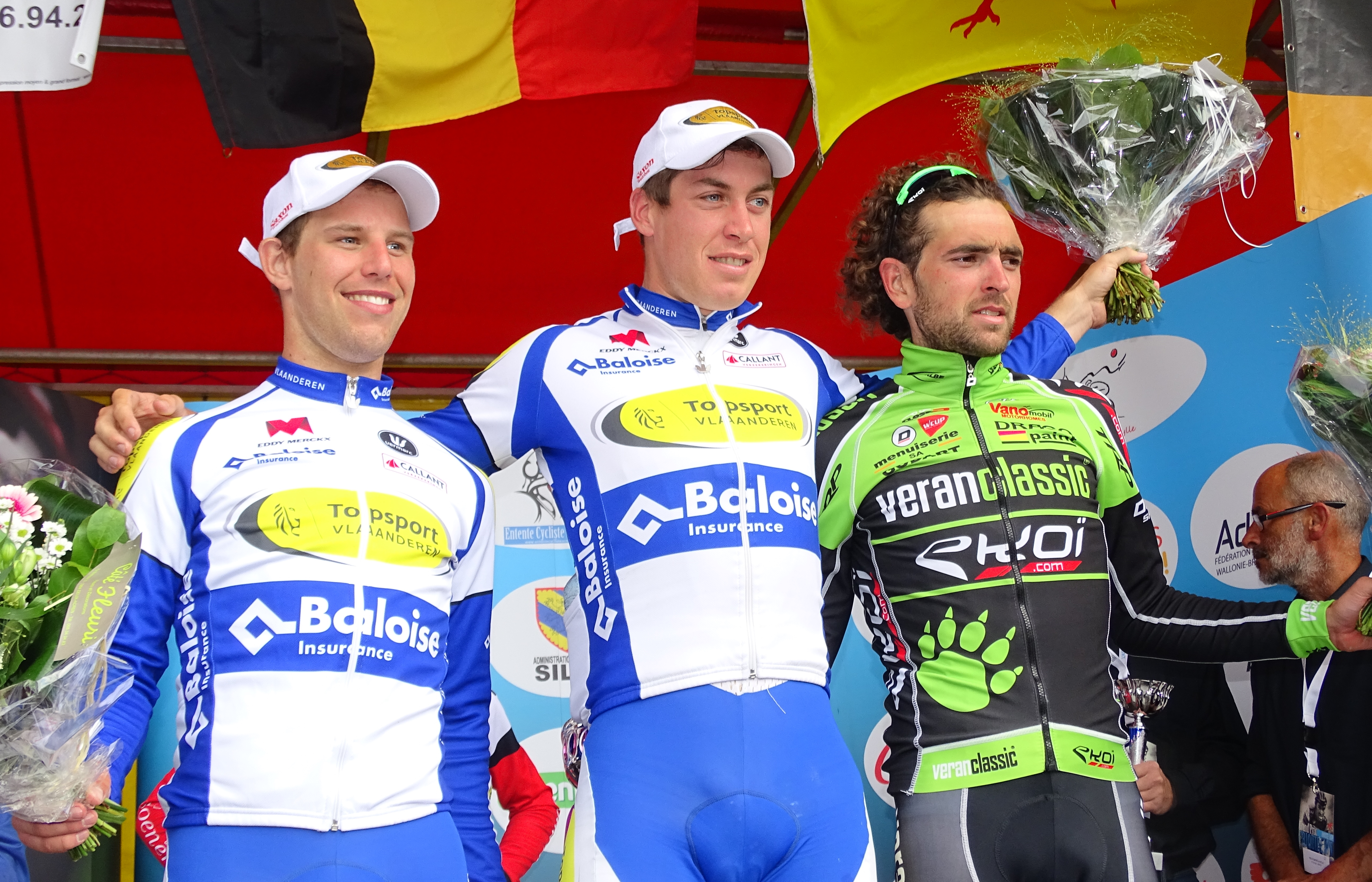
Podium de l'édition 2015 du Grand Prix Criquielion : Jef Van Meirhaeghe (2e), Jelle Wallays (1er) et Thomas Vaubourzeix (3e).

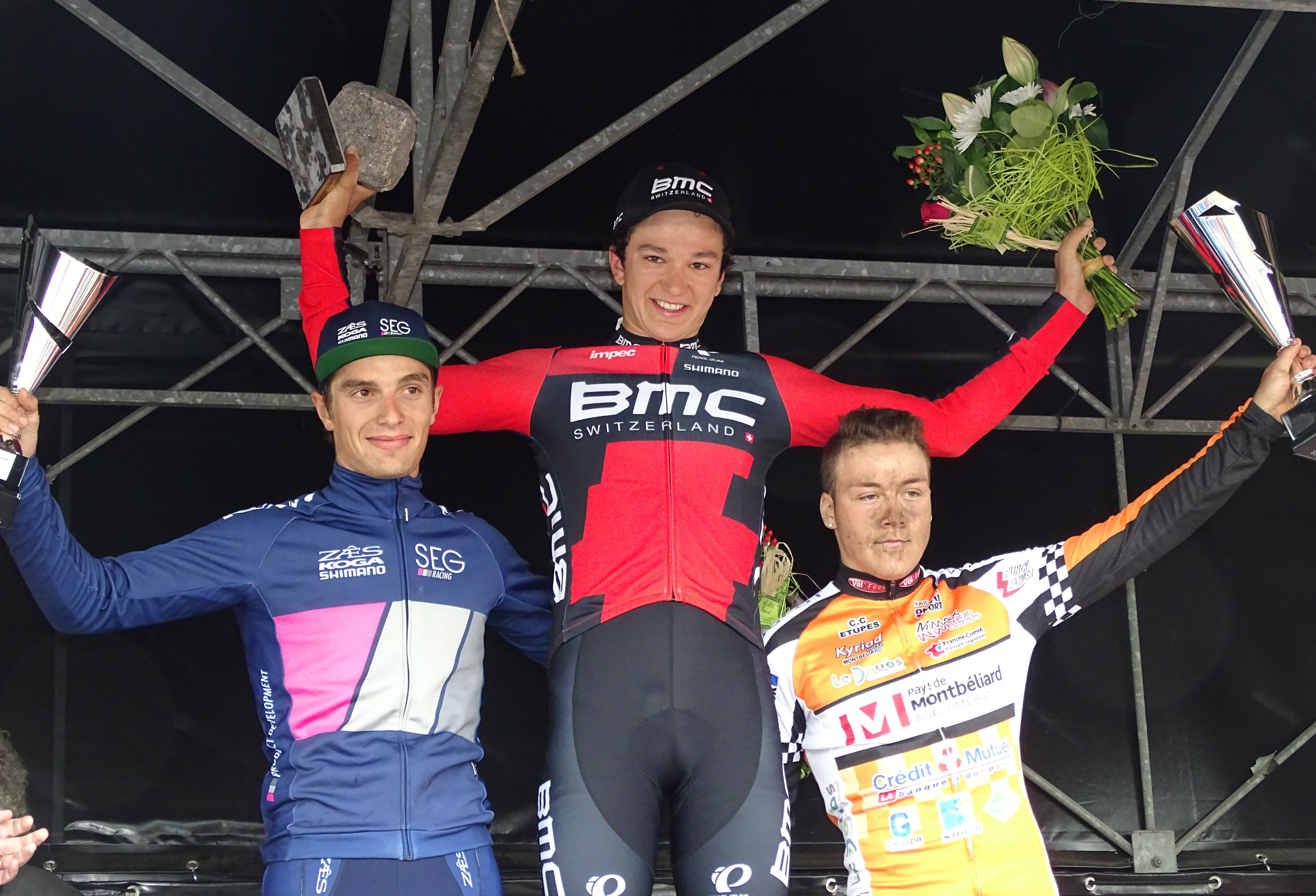
Podium de l'édition 2015 de Paris-Roubaix espoirs : Jenthe Biermans (2e), Lukas Spengler (1er) et Hugo Hofstetter (3e).

| Date  | Course                                      | Pays        | Classe | Vainqueur               | Équipe                              |
| ----- | ------------------------------------------- | ----------- | ------ | ----------------------- | ----------------------------------- |
| 1     | Grand Prix Viborg                           | Danemark    | 1.2    | Oscar Landa             | Coop-Øster Hus                      |
| 1     | Moscou Cup                                  | Russie      | 1.2    | Sergiy Lagkuti          | Kolss-BDC                           |
| 1     | Mémorial Andrzej Trochanowski               | Pologne     | 1.2    | Mateusz Nowak           | Domin Sport                         |
| 1-3   | Tour de Yorkshire                           | Royaume-Uni | 2.1    | Lars Petter Nordhaug    | Sky                                 |
| 2     | Tour d'Overijssel                           | Pays-Bas    | 1.2    | Jeff Vermeulen          | Jo Piels                            |
| 2     | Mémorial Roman Siemiński                    | Pologne     | 1.2    | Alois Kaňkovský         | Whirlpool-Author                    |
| 2     | Himmerland Rundt                            | Danemark    | 1.2    | Wim Stroetinga          | Parkhotel Valkenburg                |
| 2     | Mémorial Oleg Dyachenko                     | Russie      | 1.2    | Mykhailo Kononenko      | Kolss-BDC                           |
| 2-3   | Tour des Asturies                           | Espagne     | 2.1    | Igor Antón              | Movistar                            |
| 3     | Grand Prix de Moscou                        | Russie      | 1.2    | Siarhei Papok           | Minsk CC                            |
| 3     | Skive-Løbet                                 | Danemark    | 1.2    | Alexander Kamp          | ColoQuick                           |
| 3     | Circuito del Porto-Trofeo Arvedi            | Italie      | 1.2    | Riccardo Minali         | Colpack                             |
| 3     | Grand Prix de la Somme                      | France      | 1.1    | Quentin Jauregui        | AG2R La Mondiale                    |
| 5-9   | Cinq anneaux de Moscou                      | Russie      | 2.2    | Oleksandr Polivoda      | Kolss-BDC                           |
| 6-9   | Szlakiem Grodów Piastowskich                | Pologne     | 2.2    | Paweł Bernas            | ActiveJet                           |
| 6-10  | Tour d'Azerbaïdjan                          | Azerbaïdjan | 2.1    | Primož Roglič           | Adria Mobil                         |
| 6-10  | Quatre Jours de Dunkerque                   | France      | 2.HC   | Ignatas Konovalovas     | Marseille 13 KTM                    |
| 9     | Tour de Berne                               | Suisse      | 1.2    | Tom Bohli               | BMC Development                     |
| 9     | Hadeland GP                                 | Norvège     | 1.2    | Søren Kragh Andersen    | Trefor-Blue Water                   |
| 9     | Scandinavian Race Uppsala                   | Suède       | 1.2    | Nicolai Brøchner        | Riwal Platform                      |
| 9-10  | Tour de la communauté de Madrid             | Espagne     | 2.1    | Evgeny Shalunov         | Lokosphinx                          |
| 10    | Flèche ardennaise                           | Belgique    | 1.2    | Loïc Vliegen            | BMC Development                     |
| 10    | Grand Prix de la ville de Nogent-sur-Oise   | France      | 1.2    | Robin Stenuit           | Veranclassic-Ekoï                   |
| 10    | Ringerike Grand Prix                        | Norvège     | 1.2    | Asbjørn Kragh Andersen  | Trefor-Blue Water                   |
| 10    | Trophée de la ville de San Vendemiano       | Italie      | 1.2U   | Gianni Moscon           | Zalf Euromobil Désirée Fior         |
| 12-17 | Olympia's Tour                              | Pays-Bas    | 2.2    | Jetse Bol               | Join-S-De Rijke                     |
| 13-17 | Tour de Bavière                             | Allemagne   | 2.HC   | Alex Dowsett            | Movistar                            |
| 13-17 | Flèche du Sud                               | Luxembourg  | 2.2    | Víctor de la Parte      | Vorarlberg                          |
| 14-16 | Tour de Berlin                              | Allemagne   | 2.2U   | Steven Lammertink       | SEG Racing                          |
| 14-17 | Rhône-Alpes Isère Tour                      | France      | 2.2    | Sam Oomen               | Rabobank Development                |
| 15-17 | Tour de Picardie                            | France      | 2.1    | Kris Boeckmans          | Lotto-Soudal                        |
| 16    | Visegrad 4 Bicycle Race - GP Czech Republic | Tchéquie    | 1.2    | Paweł Bernas            | ActiveJet                           |
| 16-19 | Tour de la mer Noire                        | Turquie     | 2.2    | Tomasz Marczyński       | Torku Şekerspor                     |
| 17    | Grand Prix Criquielion                      | Belgique    | 1.2    | Jelle Wallays           | Topsport Vlaanderen-Baloise         |
| 17    | Grand Prix Industrie del Marmo              | Italie      | 1.2    | Gian Marco Di Francesco | MG.Kvis-Vega                        |
| 17    | Visegrad 4 Bicycle Race - GP Polski         | Pologne     | 1.2    | Bartosz Warchoł         | Cycling Academy                     |
| 17-24 | An Post Rás                                 | Irlande     | 2.2    | Lukas Pöstlberger       | Tirol                               |
| 20-24 | Tour de Norvège                             | Norvège     | 2.HC   | Jesper Hansen           | Tinkoff-Saxo                        |
| 20-24 | Bałtyk-Karkonosze Tour                      | Pologne     | 2.2    | Leszek Pluciński        | CCC Sprandi Polkowice               |
| 21-24 | Ronde de l'Isard d'Ariège                   | France      | 2.2U   | Simone Petilli          | Unieuro Wilier                      |
| 22-24 | Paris-Arras Tour                            | France      | 2.2    | Joeri Calleeuw          | Verandas Willems                    |
| 23    | Visegrad 4 Bicycle Race - GP Hungary        | Hongrie     | 1.2    | Alois Kaňkovský         | Whirlpool-Author                    |
| 23-24 | World Ports Classic                         | Pays-Bas    | 2.1    | Kris Boeckmans          | Lotto-Soudal                        |
| 24    | Visegrad 4 Bicycle Race - GP Slovakia       | Slovaquie   | 1.2    | Alois Kaňkovský         | Whirlpool-Author                    |
| 27-31 | Tour des Fjords                             | Norvège     | 2.1    | Marco Haller            | Katusha                             |
| 27-31 | Tour de Belgique                            | Belgique    | 2.HC   | Greg Van Avermaet       | BMC Racing                          |
| 29    | Horizon Park Race for Peace                 | Ukraine     | 1.2    | Sergiy Lagkuti          | Kolss-BDC                           |
| 29-30 | Tour d'Estonie                              | Estonie     | 2.1    | Martin Laas             | Équipe nationale d'Estonie          |
| 29-31 | Tour de Gironde                             | France      | 2.2    | Stéphane Poulhiès       | Occitane CF                         |
| 29-31 | Course de la Paix espoirs                   | Tchéquie    | 2.Ncup | Gregor Mühlberger       | Équipe nationale d'Autriche espoirs |
| 30    | Grand Prix de Plumelec-Morbihan             | France      | 1.1    | Alexis Vuillermoz       | AG2R La Mondiale                    |
| 30    | Horizon Park Race Maïdan                    | Ukraine     | 1.2    | Oleksandr Polivoda      | Kolss-BDC                           |
| 31    | Paris-Roubaix espoirs                       | France      | 1.2U   | Lukas Spengler          | BMC Development                     |
| 31    | Boucles de l'Aulne                          | France      | 1.1    | Alo Jakin               | Auber 93                            |
| 31    | Velothon Berlin                             | Allemagne   | 1.1    | Ramon Sinkeldam         | Giant-Alpecin                       |
| 31    | Horizon Park Classic                        | Ukraine     | 1.2    | Mykhailo Kononenko      | Kolss-BDC                           |

### Juin

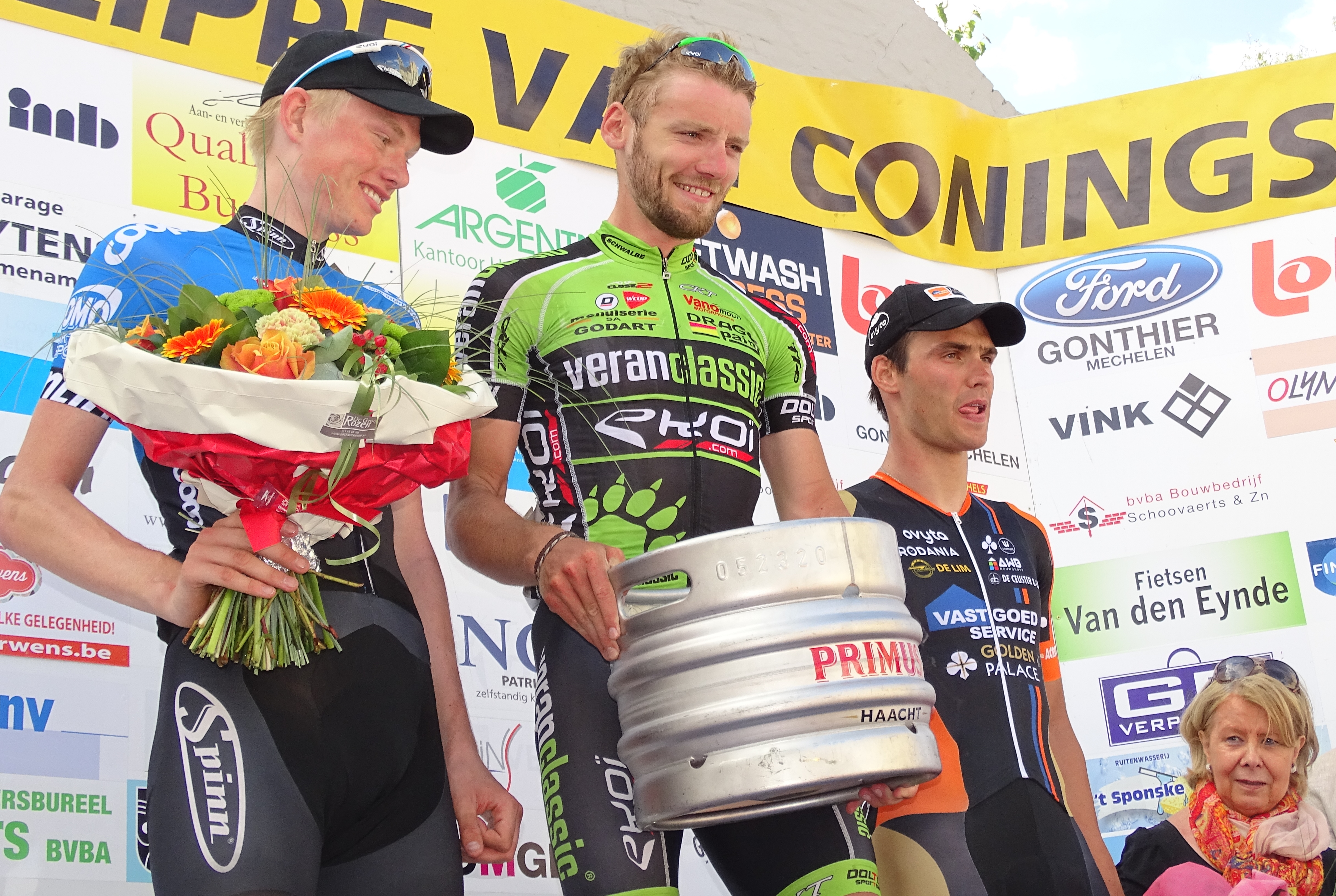
Podium de l'édition 2015 du Mémorial Philippe Van Coningsloo : Fredrik Strand Galta (2e), Robin Stenuit (1er) et Timothy Stevens (3e).

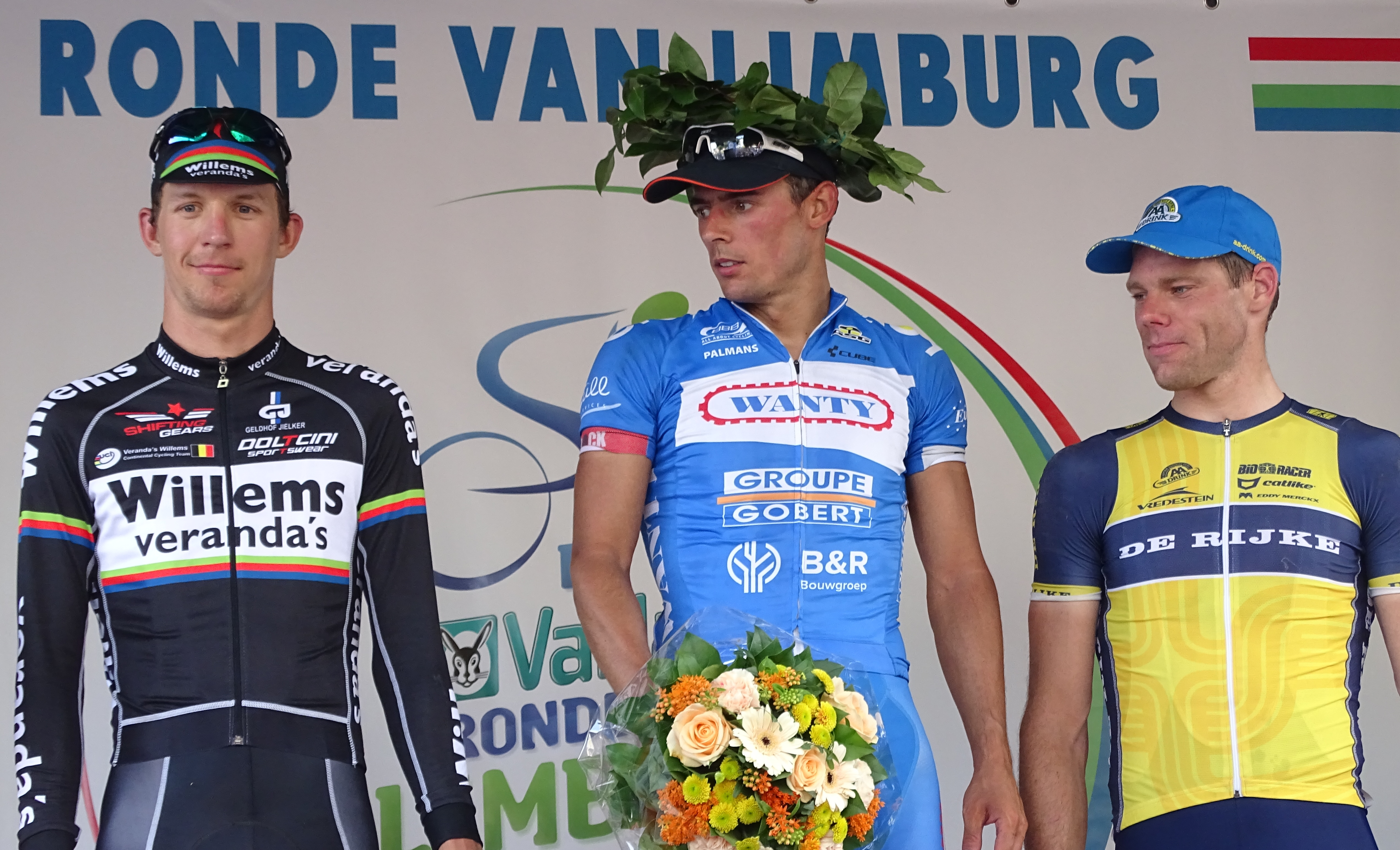
Podium de l'édition 2015 du Tour du Limbourg : Dimitri Claeys (2e), Björn Leukemans (1er) et Wouter Mol (3e).

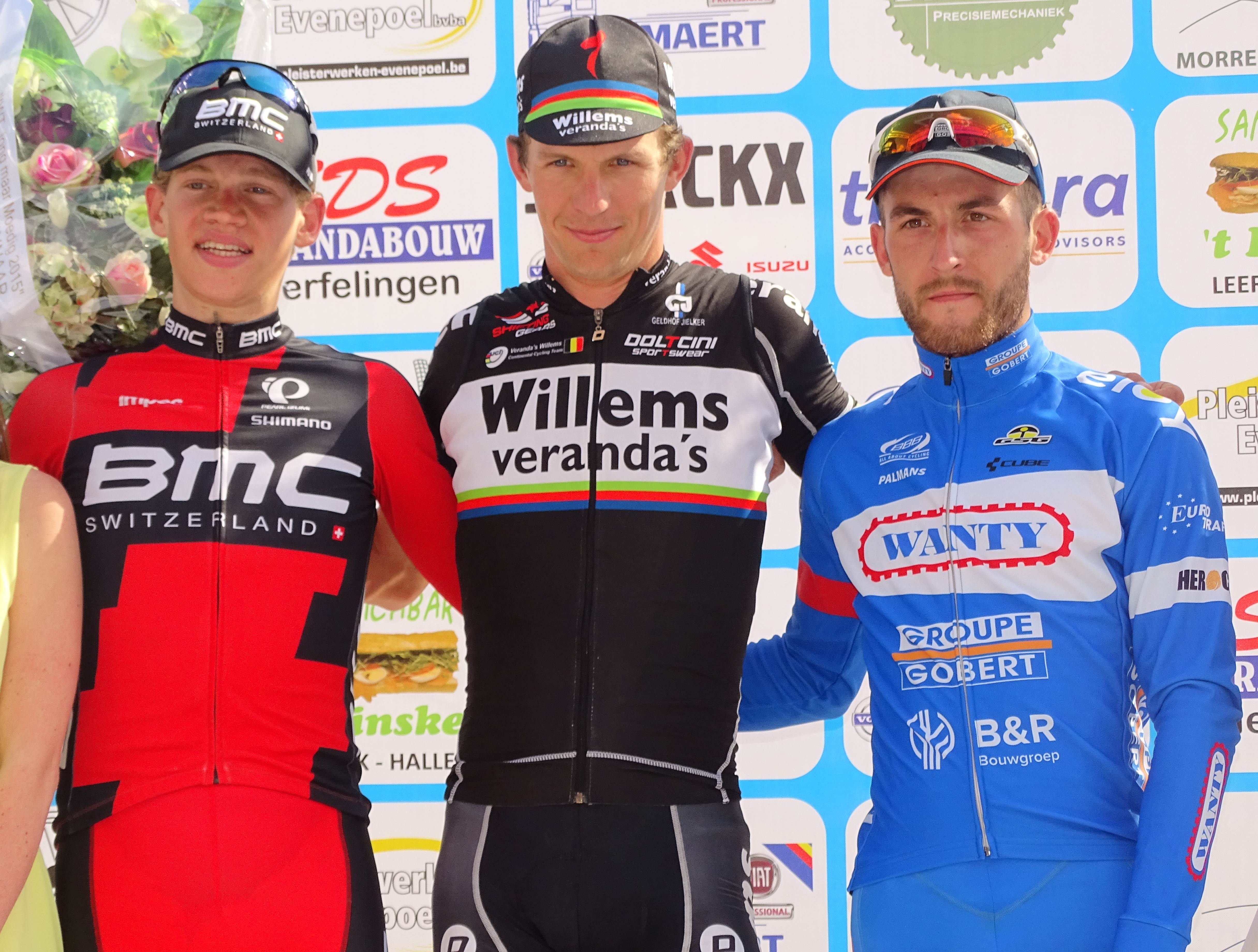
Podium de l'édition 2015 de l'Internationale Wielertrofee Jong Maar Moedig : Floris Gerts (2e), Dimitri Claeys (1er) et Tim De Troyer (3e).

| Date  | Course                                       | Pays               | Classe | Vainqueur          | Équipe                          |
| ----- | -------------------------------------------- | ------------------ | ------ | ------------------ | ------------------------------- |
| 2     | Trofeo Alcide Degasperi                      | Italie             | 1.2    | Alberto Cecchin    | Roth-Škoda                      |
| 3-7   | Tour de Luxembourg                           | Luxembourg         | 2.HC   | Linus Gerdemann    | Cult Energy                     |
| 4-7   | Boucles de la Mayenne                        | France             | 2.1    | Anthony Turgis     | Cofidis                         |
| 6     | Grand Prix de Vinnytsia                      | Ukraine            | 1.2    | Vitaliy Buts       | Kolss-BDC                       |
| 7     | Coppa della Pace                             | Italie             | 1.2    | Simone Velasco     | Zalf Euromobil Désirée Fior     |
| 7     | Mémorial Philippe Van Coningsloo             | Belgique           | 1.2    | Robin Stenuit      | Veranclassic-Ekoï               |
| 7     | Grand Prix ISD                               | Ukraine            | 1.2    | Andriy Khripta     | Kyiv Capital Racing             |
| 10-13 | Tour d'Ankara                                | Turquie            | 2.2    | Nazim Bakırcı      | Torku Şekerspor                 |
| 10-14 | Tour de Slovaquie                            | Slovaquie          | 2.2    | Davide Viganò      | Idea 2010 ASD                   |
| 11    | Grand Prix du canton d'Argovie               | Suisse             | 1.HC   | Alexander Kristoff | Katusha                         |
| 11-14 | Ronde de l'Oise                              | France             | 2.2    | Joshua Edmondson   | An Post-ChainReaction           |
| 12-14 | Tour of Malopolska                           | Pologne            | 2.2    | Marko Kump         | Adria Mobil                     |
| 13    | Grand Prix Horsens                           | Danemark           | 1.2    | Alexander Kamp     | ColoQuick                       |
| 14    | Tour du Limbourg                             | Belgique           | 1.1    | Björn Leukemans    | Wanty-Groupe Gobert             |
| 14    | Raiffeisen Grand Prix                        | Autriche           | 1.2    | Gregor Mühlberger  | Felbermayr Simplon Wels         |
| 14    | Velothon Wales                               | Royaume-Uni        | 1.1    | Martin Mortensen   | Cult Energy                     |
| 14    | Grand Prix de Sarajevo                       | Bosnie-Herzégovine | 1.2    | Gašper Katrašnik   | Sava                            |
| 14    | Tour de Cologne                              | Allemagne          | 1.1    | Tom Boonen         | Etixx-Quick Step                |
| 14    | Tour de Fyen                                 | Danemark           | 1.2    | Andreas Vangstad   | Sparebanken Sør                 |
| 17-21 | Ster ZLM Toer                                | Pays-Bas           | 2.1    | André Greipel      | Lotto-Soudal                    |
| 18-21 | Route du Sud                                 | France             | 2.1    | Alberto Contador   | Tinkoff-Saxo                    |
| 18-21 | Tour de Slovénie                             | Slovénie           | 2.1    | Primož Roglič      | Adria Mobil                     |
| 18-21 | Tour des Pays de Savoie                      | France             | 2.2    | David Belda        | Burgos BH                       |
| 18-21 | Tour de Serbie                               | Serbie             | 2.2    | Ivan Savitskiy     | Équipe nationale de Russie      |
| 19-21 | Tour de Haute-Autriche                       | Autriche           | 2.2    | Gregor Mühlberger  | Felbermayr Simplon Wels         |
| 20    | Korona Kocich Gór                            | Pologne            | 1.2    | František Sisr     | Dukla Praha                     |
| 21    | Beaumont Trophy                              | Royaume-Uni        | 1.2    | Christopher Latham | Équipe nationale du Royaume-Uni |
| 21    | Circuit de Wallonie                          | Belgique           | 1.2    | Stef Van Zummeren  | Verandas Willems                |
| 21    | Memorial im. J. Grundmanna J. Wizowskiego    | Pologne            | 1.2    | Adam Stachowiak    | Kolss-BDC                       |
| 24    | Internationale Wielertrofee Jong Maar Moedig | Belgique           | 1.2    | Dimitri Claeys     | Verandas Willems                |
| 24    | Halle-Ingooigem                              | Belgique           | 1.1    | Nacer Bouhanni     | Cofidis                         |

### Juillet

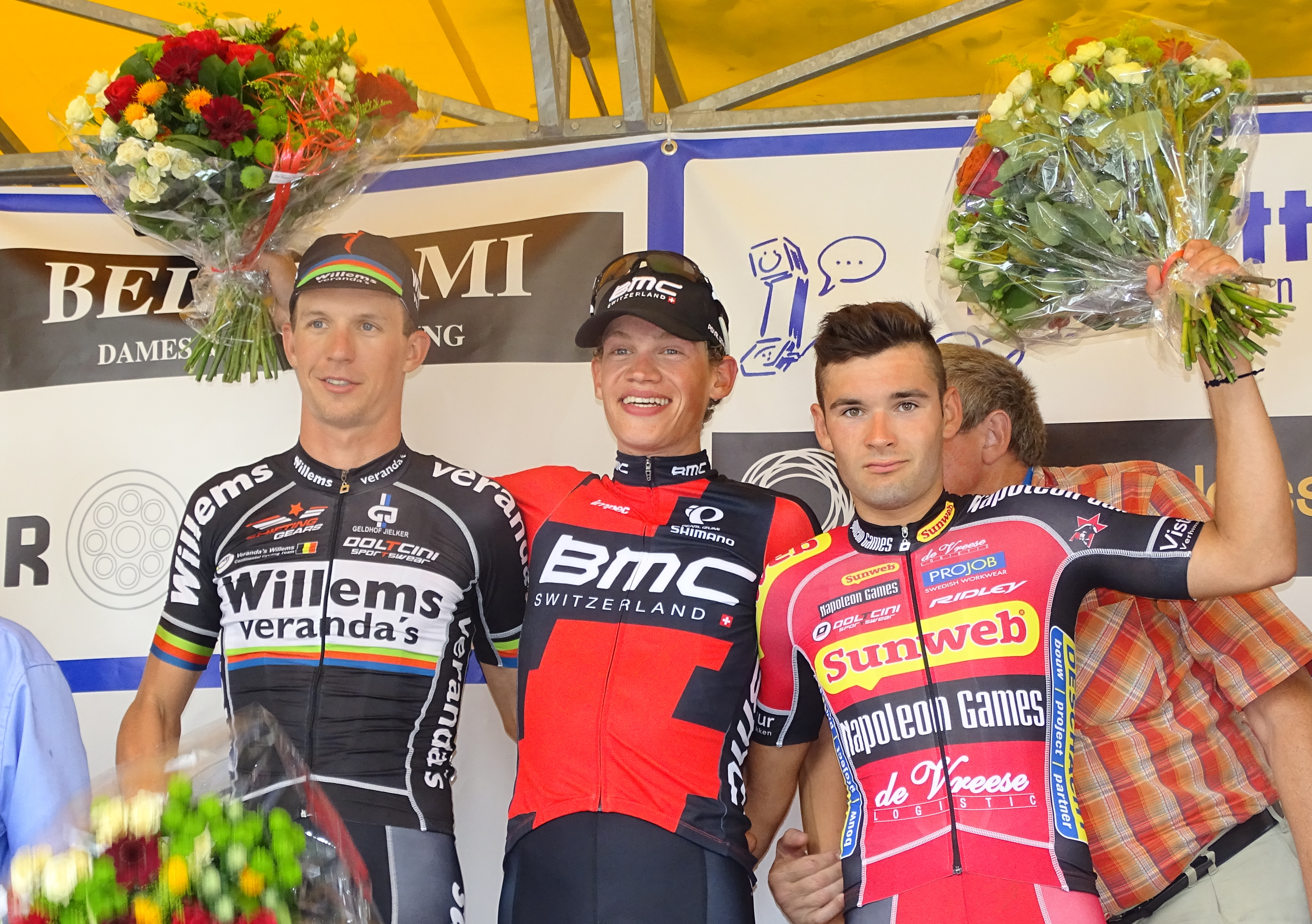
Podium de l'édition 2015 du Circuit Het Nieuwsblad espoirs : Dimitri Claeys (2e), Floris Gerts (1er) et Gianni Vermeersch (3e).

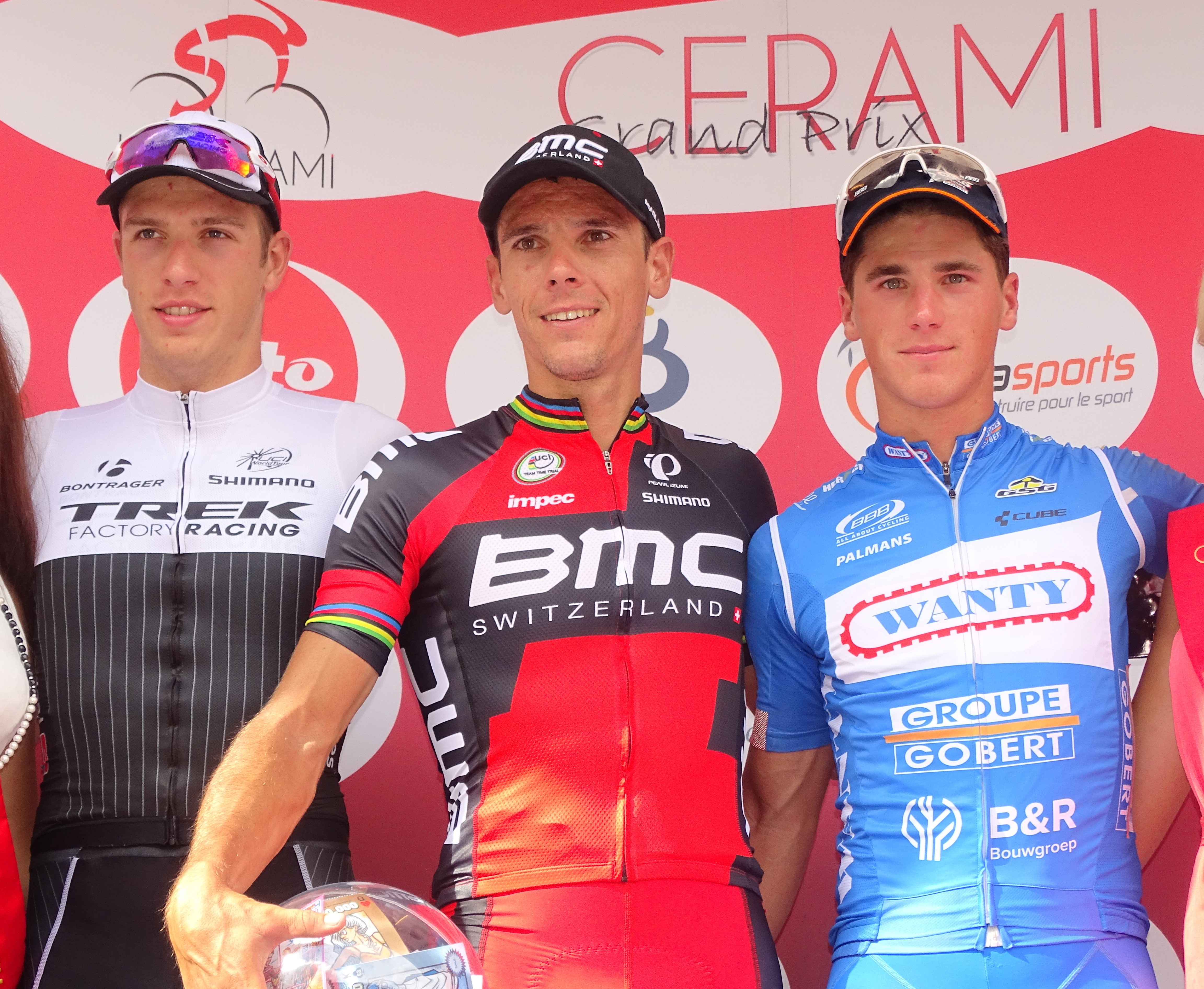
Podium de l'édition 2015 du Grand Prix Pino Cerami : Danny van Poppel (2e), Philippe Gilbert (1er) et Tom Devriendt (3e).

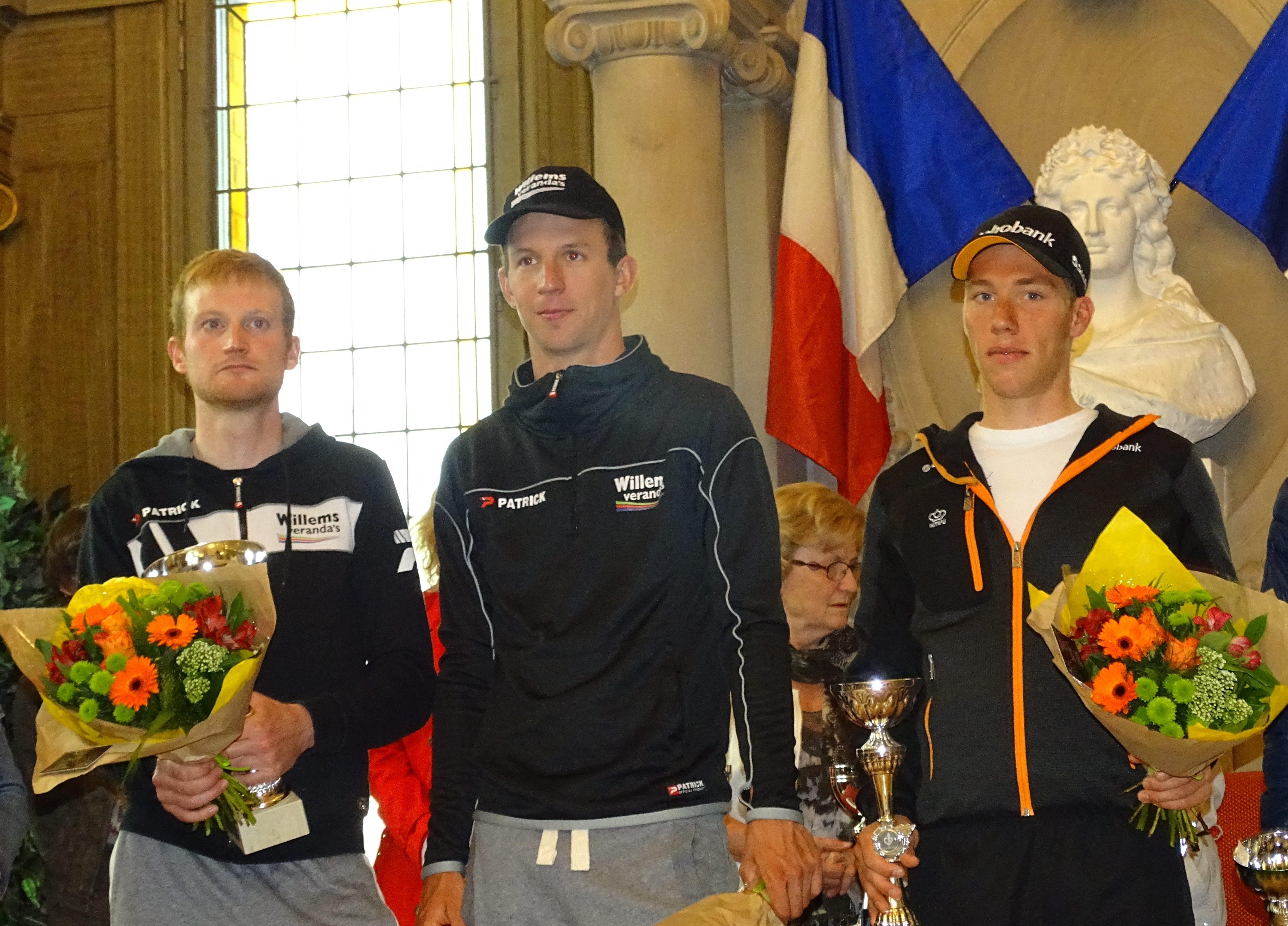
Podium de l'édition 2015 du Grand Prix de la ville de Pérenchies : Joeri Calleeuw (2e), Dimitri Claeys (1er) et Stan Godrie (3e).

| Date  | Course                                            | Pays        | Classe | Vainqueur            | Équipe                            |
| ----- | ------------------------------------------------- | ----------- | ------ | -------------------- | --------------------------------- |
| 1-4   | Course de Solidarność et des champions olympiques | Pologne     | 2.2    | Johim Ariesen        | Metec-TKH-Mantel                  |
| 2-5   | Sibiu Cycling Tour                                | Roumanie    | 2.1    | Mauro Finetto        | Southeast                         |
| 4     | Grand Prix de Minsk                               | Biélorussie | 1.2    | Siarhei Papok        | Minsk CC                          |
| 4     | Circuit Het Nieuwsblad espoirs                    | Belgique    | 1.2    | Floris Gerts         | BMC Development                   |
| 4-12  | Tour d'Autriche                                   | Autriche    | 2.HC   | Víctor de la Parte   | Vorarlberg                        |
| 5     | Minsk Cup                                         | Biélorussie | 1.2    | Oleksandr Golovash   | Kolss-BDC                         |
| 5     | Paris-Chauny                                      | France      | 1.2    | Maxime Vantomme      | Roubaix Lille Métropole           |
| 9-12  | Trophée Joaquim-Agostinho                         | Portugal    | 2.2    | João Benta           | Louletano-Ray Just Energy         |
| 12    | Giro del Medio Brenta                             | Italie      | 1.2    | Michele Gazzara      | MG.Kvis-Vega                      |
| 14-19 | Tour de la Vallée d'Aoste                         | France      | 2.2U   | Robert Power         | Équipe nationale d'Australie      |
| 16-19 | Tour du Portugal de l'Avenir                      | Portugal    | 2.2U   | Julen Amézqueta      | Café Baqué-Conservas Campos       |
| 19    | À travers les Ardennes flamandes                  | Belgique    | 1.2    | Stijn Steels         | Topsport Vlaanderen-Baloise       |
| 19    | Trophée Matteotti                                 | Italie      | 1.1    | Evgeny Shalunov      | Lokosphinx                        |
| 22    | Grand Prix Pino Cerami                            | Belgique    | 1.1    | Philippe Gilbert     | BMC Racing                        |
| 24-26 | Podlasie Tour                                     | Pologne     | 2.2    | Andriy Vasylyuk      | Kolss-BDC                         |
| 25    | Classique d'Ordizia                               | Espagne     | 1.1    | Ángel Madrazo        | Caja Rural-Seguros RGA            |
| 25-29 | Tour de Wallonie                                  | Belgique    | 2.HC   | Niki Terpstra        | Etixx-Quick Step                  |
| 26    | Trophée Almar                                     | Italie      | 1.Ncup | Gianni Moscon        | Équipe nationale d'Italie espoirs |
| 26    | Grand Prix de la ville de Pérenchies              | France      | 1.2    | Dimitri Claeys       | Verandas Willems                  |
| 28-1  | Dookoła Mazowsza                                  | Pologne     | 2.2    | Grzegorz Stępniak    | CCC Sprandi Polkowice             |
| 29-2  | Tour Alsace                                       | France      | 2.2    | Vegard Stake Laengen | Joker                             |
| 29-9  | Tour du Portugal                                  | Portugal    | 2.1    | Gustavo César Veloso | W52-Quinta da Lixa                |
| 31    | Circuit de Getxo                                  | Espagne     | 1.1    | Nacer Bouhanni       | Cofidis                           |

### Août

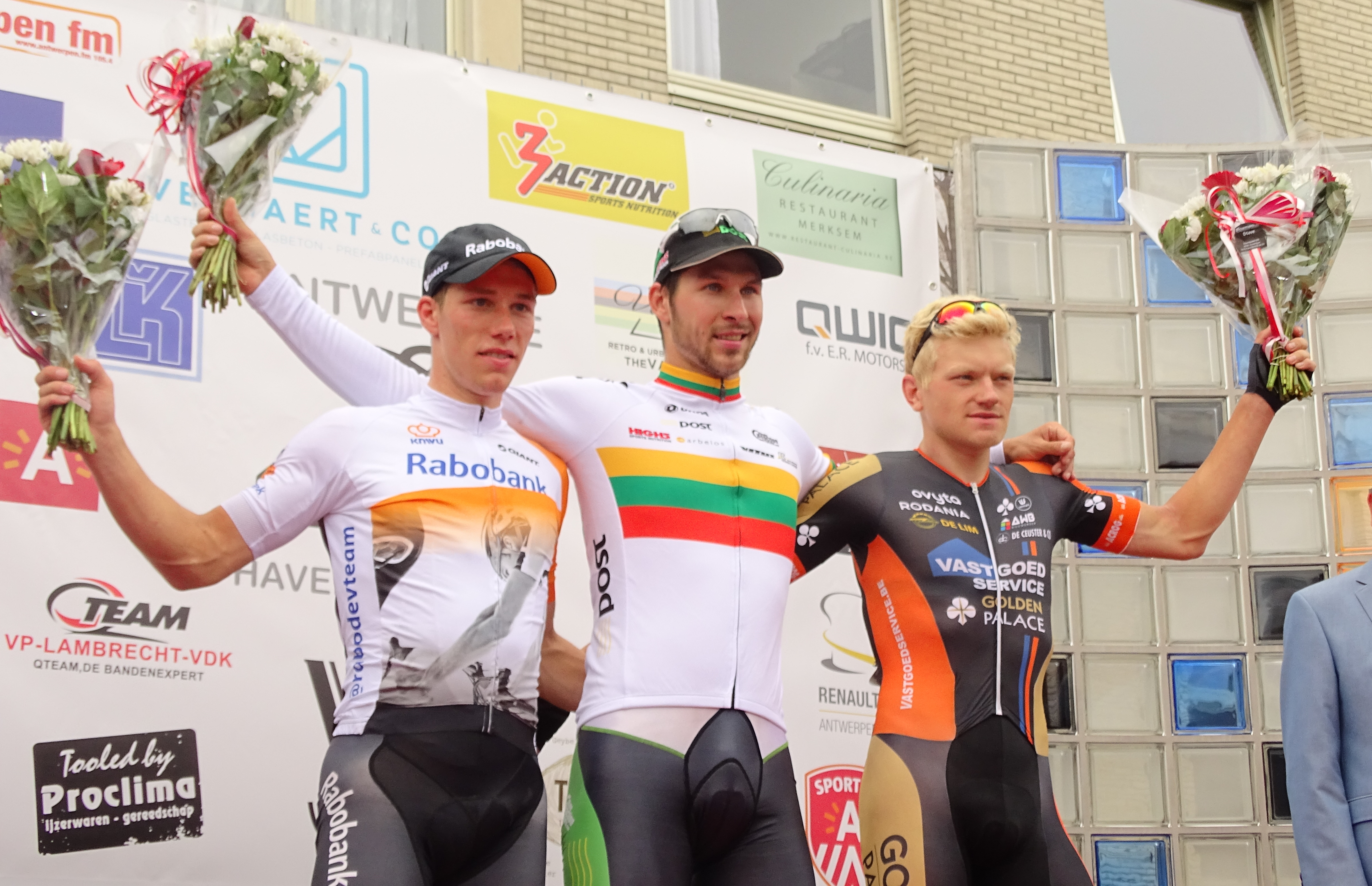
Podium de l'édition 2015 de la Flèche du port d'Anvers : Stan Godrie (2e), Aidis Kruopis (1er) et Gerry Druyts (3e).

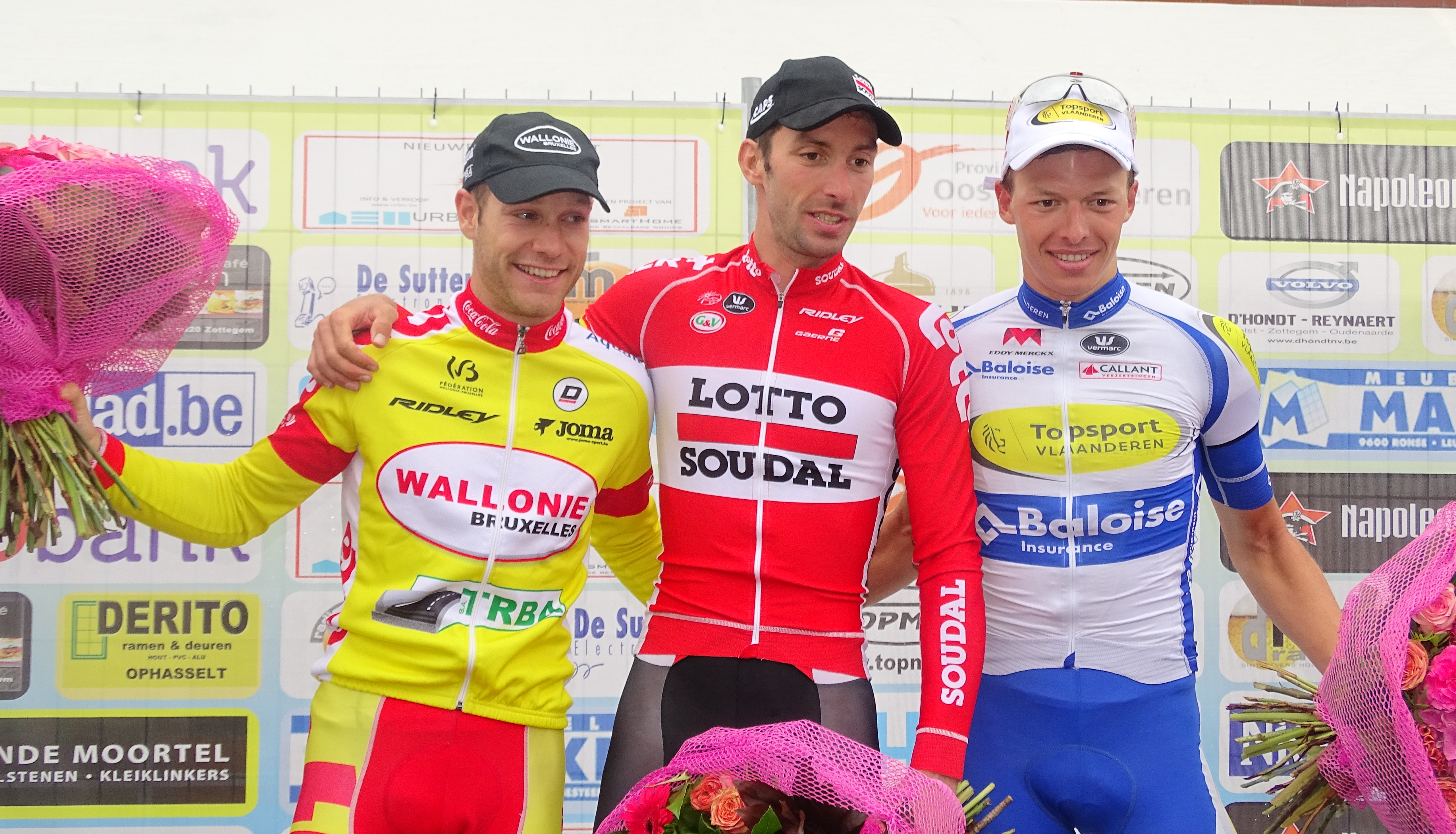
Podium de l'édition 2015 du Grand Prix de la ville de Zottegem : Antoine Demoitié (2e), Kenny Dehaes (1er) et Oliver Naesen (3e).

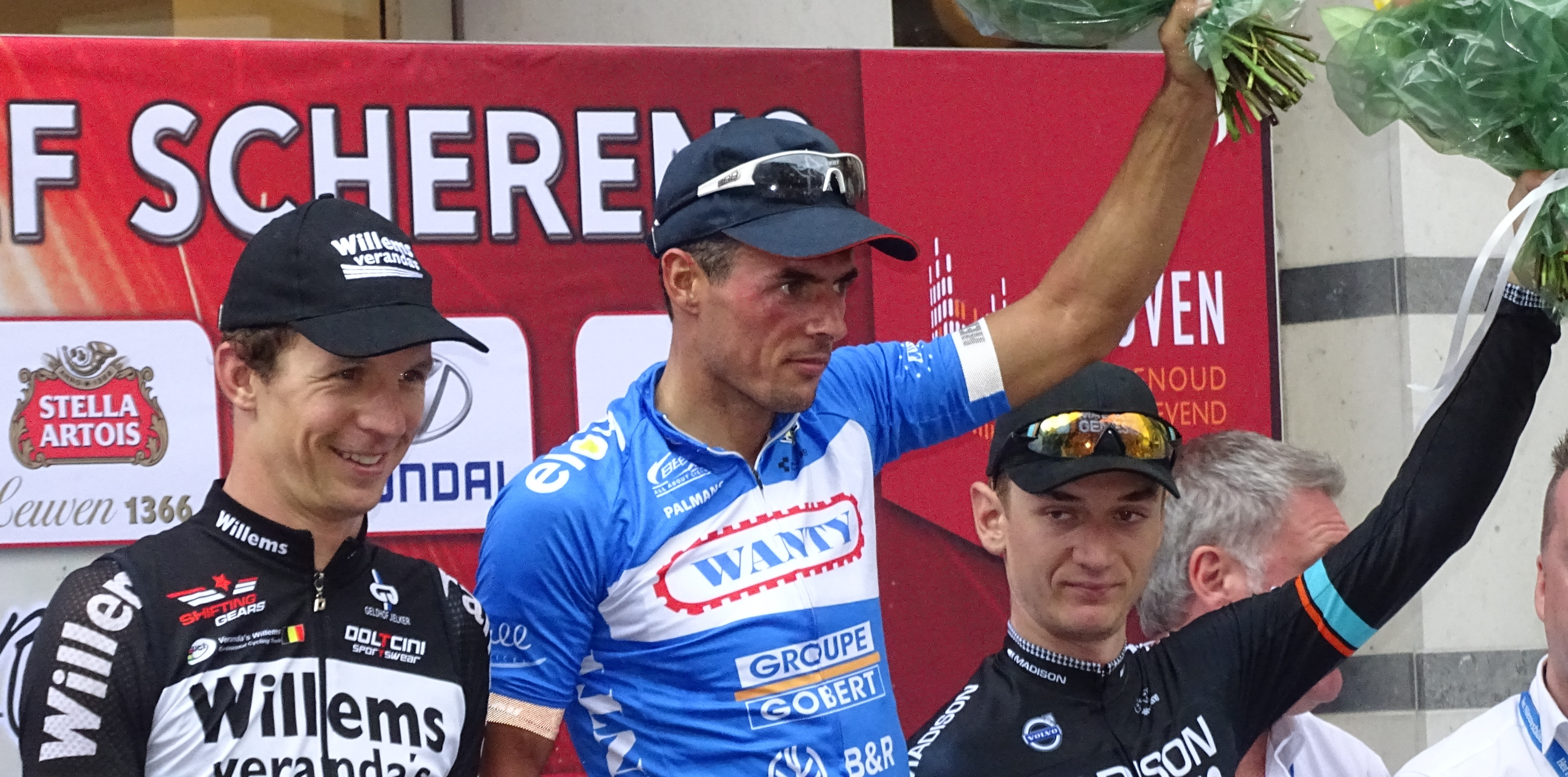
Podium de l'édition 2015 du Grand Prix Jef Scherens : Dimitri Claeys (2e), Björn Leukemans (1er) et Mark McNally (3e).

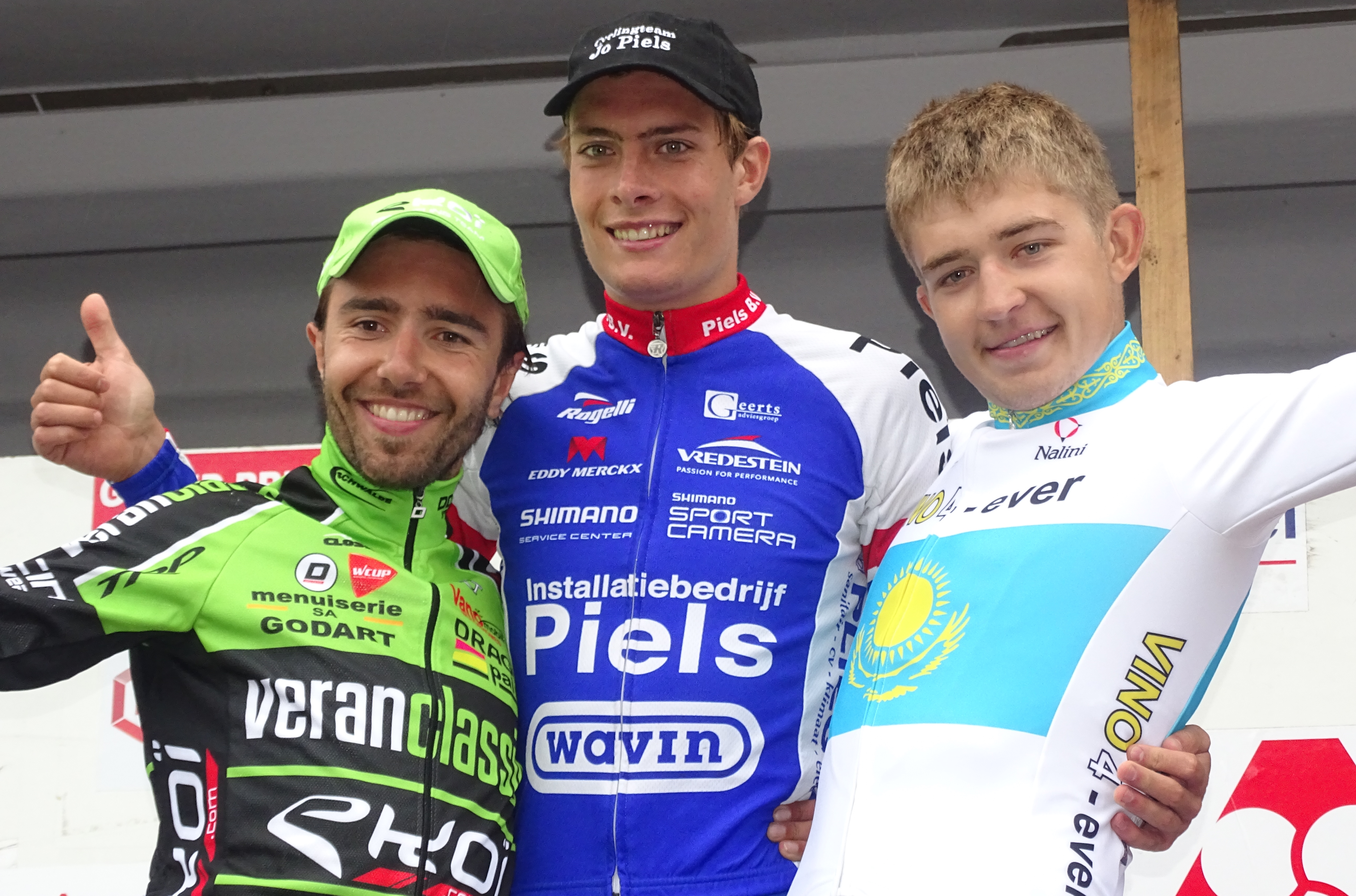
Podium de l'édition 2015 du Grand Prix des Marbriers : Serge Dewortelaer (2e), Tim Ariesen (1er) et Oleg Zemlyakov (3e).

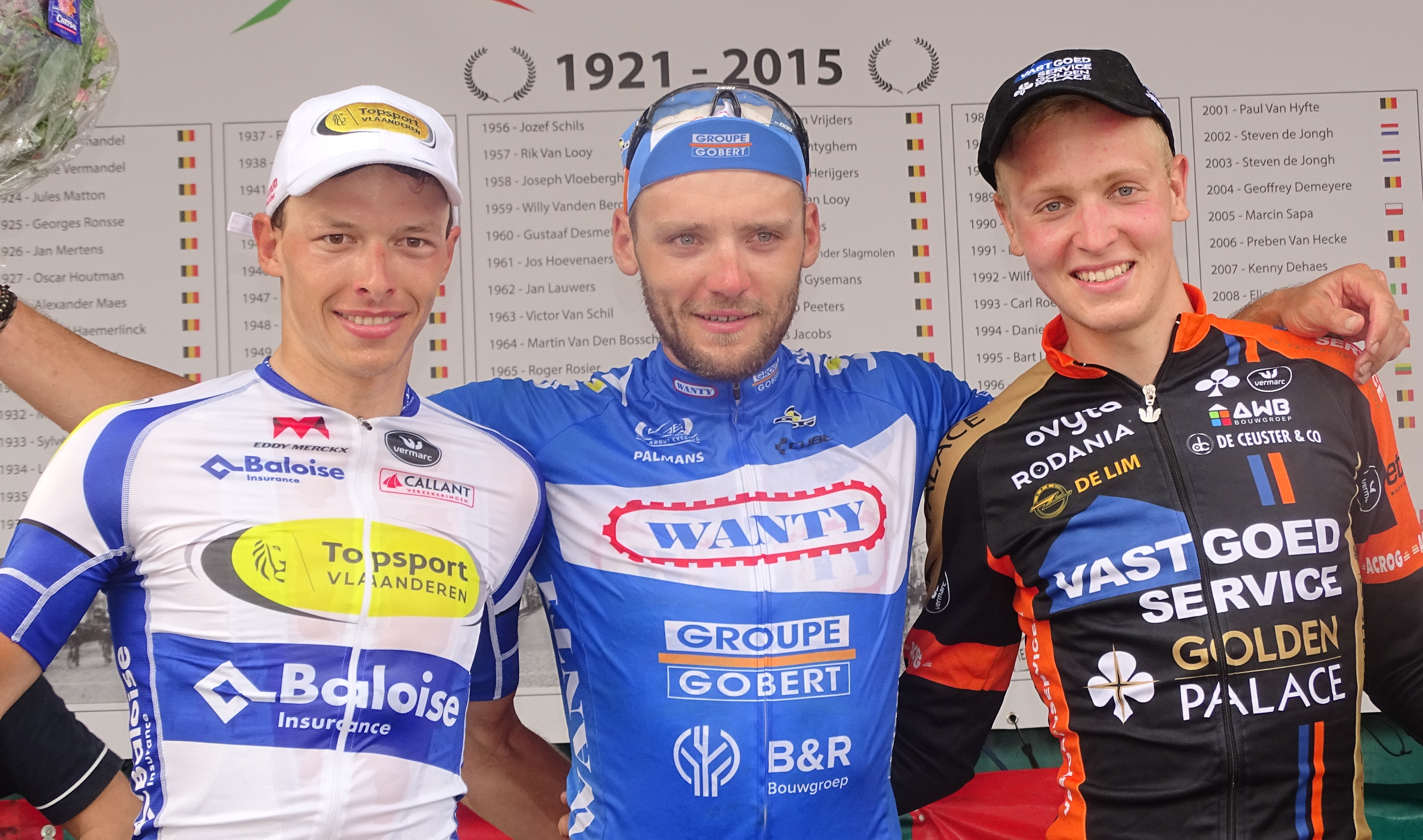
Podium de l'édition 2015 de la Coupe Sels : Oliver Naesen (2e), Robin Stenuit (1er) et Tim Merlier (3e).

| Date  | Course                                           | Pays        | Classe | Vainqueur               | Équipe                                |
| ----- | ------------------------------------------------ | ----------- | ------ | ----------------------- | ------------------------------------- |
| 1     | Odessa Grand Prix 1                              | Ukraine     | 1.2    | Oleksandr Polivoda      | Kolss-BDC                             |
| 1-3   | Kreiz Breizh Elites                              | France      | 2.2    | August Jensen           | Coop-Øster Hus                        |
| 1-9   | Tour cycliste international de la Guadeloupe     | Guadeloupe  | 2.2    | Boris Carène            | AS Baie-Mahaultienne                  |
| 2     | Polynormande                                     | France      | 1.1    | Oliver Naesen           | Topsport Vlaanderen-Baloise           |
| 2     | Trophée international Bastianelli                | Italie      | 1.2    | Michele Gazzara         | MG.Kvis-Vega                          |
| 2     | RideLondon-Surrey Classic                        | Royaume-Uni | 1.HC   | Jempy Drucker           | BMC Racing                            |
| 2     | Odessa Grand Prix 2                              | Ukraine     | 1.2    | Vitaliy Buts            | Kolss-BDC                             |
| 4-8   | Tour du Danemark                                 | Danemark    | 2.HC   | Christopher Juul Jensen | Tinkoff-Saxo                          |
| 4-8   | Tour de Burgos                                   | Espagne     | 2.HC   | Rein Taaramäe           | Astana                                |
| 4-9   | Tour de Hongrie                                  | Hongrie     | 2.2    | Tom Thill               | Differdange-Losch                     |
| 6-8   | Tour de Szeklerland                              | Roumanie    | 2.2    | Clemens Fankhauser      | Hrinkow Advarics Cycleang             |
| 7     | Championnats d'Europe - contre-la-montre espoirs | Estonie     | CC     | Steven Lammertink       | Équipe nationale des Pays-Bas espoirs |
| 8     | Mémorial Henryk Łasak                            | Pologne     | 1.2    | Alois Kaňkovský         | Whirlpool-Author                      |
| 9     | Championnats d'Europe - course en ligne espoirs  | Estonie     | CC     | Erik Baška              | Équipe nationale de Slovaquie espoirs |
| 9     | Flèche du port d'Anvers                          | Belgique    | 1.2    | Aidis Kruopis           | An Post-ChainReaction                 |
| 9     | Grand Prix de Poggiana                           | Italie      | 1.2U   | Stefano Nardelli        | Unieuro Wilier                        |
| 9     | Coupe des Carpates                               | Pologne     | 1.2    | Adrian Honkisz          | CCC Sprandi Polkowice                 |
| 11-15 | Tour de l'Ain                                    | France      | 2.1    | Alexandre Geniez        | FDJ                                   |
| 13-16 | Czech Cycling Tour                               | Tchéquie    | 2.1    | Petr Vakoč              | Etixx-Quick Step                      |
| 13-16 | Arctic Race of Norway                            | Norvège     | 2.HC   | Rein Taaramäe           | Astana                                |
| 16    | Gran Premio Capodarco                            | Italie      | 1.2U   | Riccardo Donato         | Selle Italia-Cieffe-Ursus             |
| 18    | Grand Prix de la ville de Zottegem               | Belgique    | 1.1    | Kenny Dehaes            | Lotto-Soudal                          |
| 18-20 | Baltic Chain Tour                                | Estonie     | 2.2    | Andriy Kulyk            | Kolss-BDC                             |
| 18-21 | Tour du Limousin                                 | France      | 2.1    | Sonny Colbrelli         | Bardiani CSF                          |
| 21    | Arnhem Veenendaal Classic                        | Pays-Bas    | 1.1    | Dylan Groenewegen       | Roompot Oranje Peloton                |
| 22    | Puchar Ministra Obrony Narodowej                 | Pologne     | 1.2    | Erik Baška              | AWT-Greenway                          |
| 22-29 | Tour de l'Avenir                                 | France      | 2.Ncup | Marc Soler              | Équipe nationale d'Espagne espoirs    |
| 23    | Grand Prix Jef Scherens                          | Belgique    | 1.1    | Björn Leukemans         | Wanty-Groupe Gobert                   |
| 25    | Grand Prix des Marbriers                         | France      | 1.2    | Tim Ariesen             | Jo Piels                              |
| 25-28 | Tour du Poitou-Charentes                         | France      | 2.1    | Tony Martin             | Etixx-Quick Step                      |
| 26    | Course des raisins                               | Belgique    | 1.1    | Jérôme Baugnies         | Wanty-Groupe Gobert                   |
| 29-30 | Ronde van Midden-Nederland                       | Pays-Bas    | 2.2    | Olivier Pardini         | Verandas Willems                      |
| 30    | Coupe Sels                                       | Belgique    | 1.1    | Robin Stenuit           | Wanty-Groupe Gobert                   |
| 30    | Croatie-Slovénie                                 | Slovénie    | 1.2    | Marko Kump              | Adria Mobil                           |
| 30-3  | Tour de Bulgarie                                 | Bulgarie    | 2.2    | Stefan Hristov          | Brisaspor                             |

### Septembre

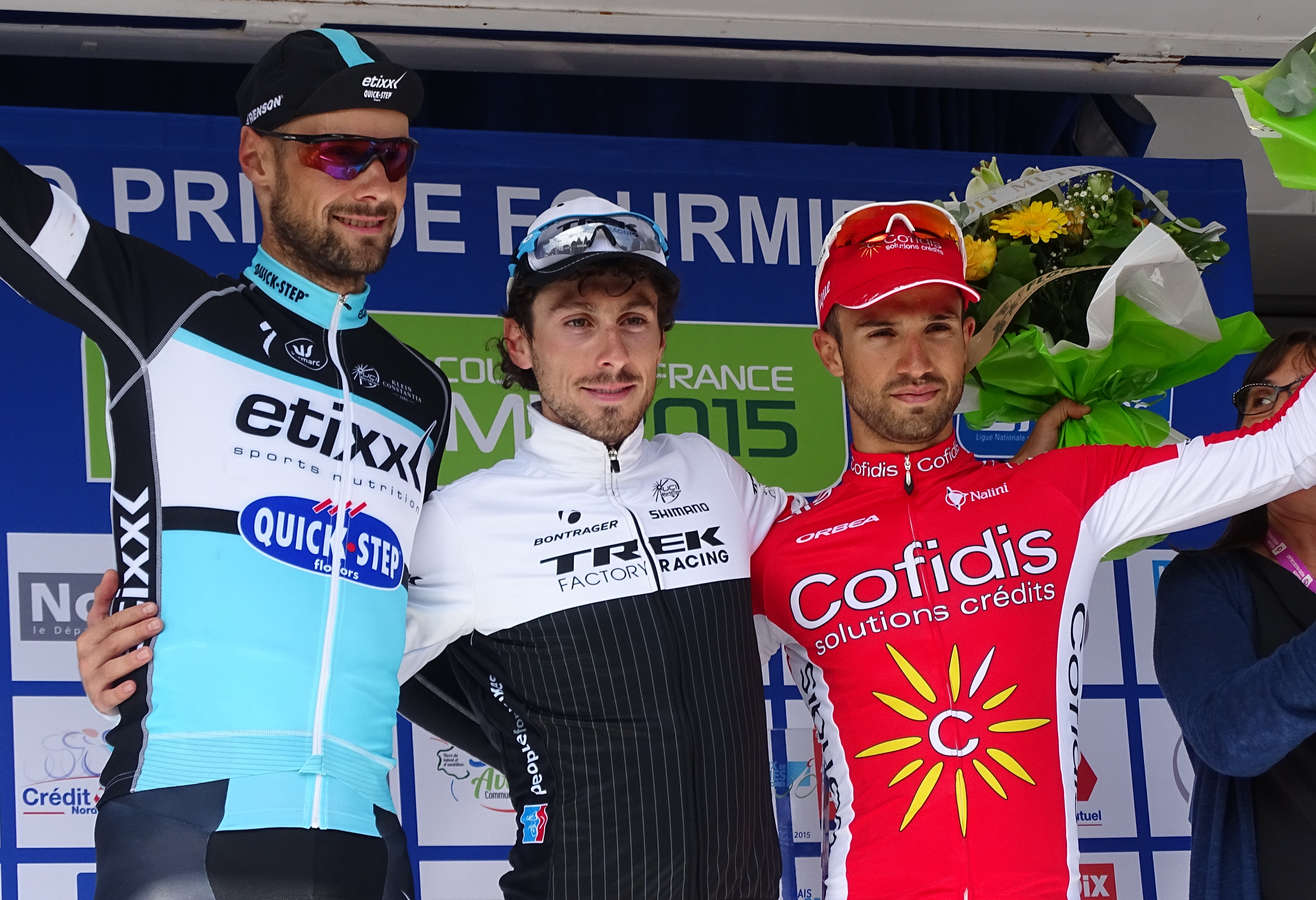
Podium de l'édition 2015 du Grand Prix de Fourmies : Tom Boonen (2e), Fabio Felline (1er) et Nacer Bouhanni (3e).

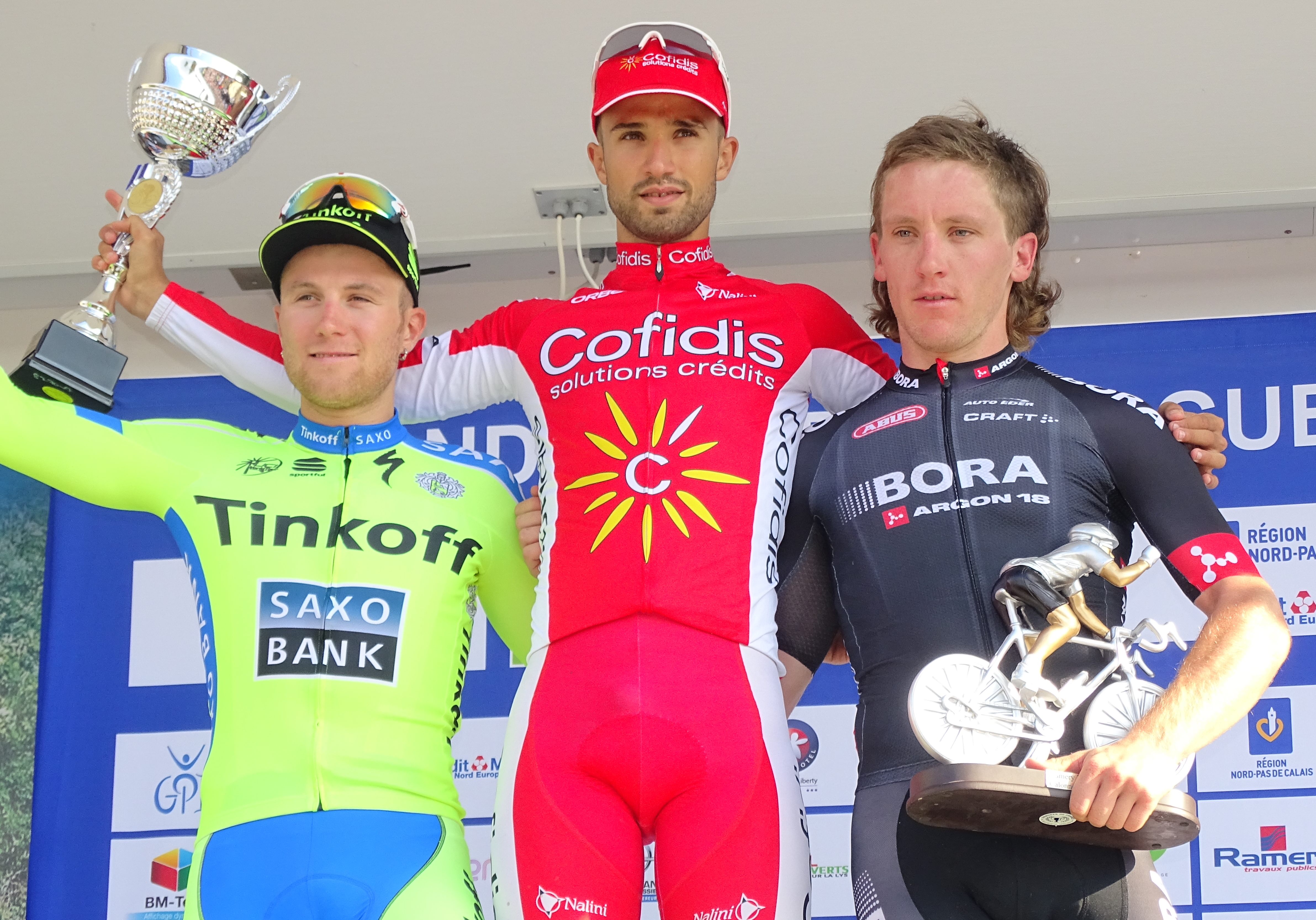
Podium de l'édition 2015 du Grand Prix d'Isbergues : Michal Kolář (2e), Nacer Bouhanni (1er) et Shane Archbold (3e).

| Date  | Course                                            | Pays        | Classe | Vainqueur                        | Équipe                          |
| ----- | ------------------------------------------------- | ----------- | ------ | -------------------------------- | ------------------------------- |
| 5     | Brussels Cycling Classic                          | Belgique    | 1.HC   | Dylan Groenewegen                | Roompot Oranje Peloton          |
| 6     | Grand Prix de Fourmies                            | France      | 1.HC   | Fabio Felline                    | Trek Factory Racing             |
| 6     | Kernen Omloop Echt-Susteren                       | Pays-Bas    | 1.2    | Max Walscheid                    | Kuota-Lotto                     |
| 6-13  | Tour de Grande-Bretagne                           | Royaume-Uni | 2.HC   | Edvald Boasson Hagen             | MTN-Qhubeka                     |
| 10-12 | Tour du Frioul-Vénétie julienne                   | Italie      | 2.2    | Gaëtan Bille                     | Verandas Willems                |
| 11    | Tour de Bohême de l'Est                           | Tchéquie    | 2.2    | Jan Tratnik                      | Amplatz-BMC                     |
| 12    | Flèche côtière                                    | Belgique    | 1.2    | Marco Zanotti                    | Parkhotel Valkenburg            |
| 13    | Chrono champenois                                 | France      | 1.2    | Filippo Ganna                    | Viris Maserati-Sisal Matchpoint |
| 13    | Tour du Doubs                                     | France      | 1.1    | Eduardo Sepúlveda                | Bretagne-Séché Environnement    |
| 13    | Velothon Stockholm                                | Suède       | 1.1    | Marko Kump                       | Adria Mobil                     |
| 16    | Coppa Agostoni                                    | Italie      | 1.1    | Davide Rebellin                  | CCC Sprandi Polkowice           |
| 16    | Grand Prix de Wallonie                            | Belgique    | 1.1    | Jens Debusschere                 | Lotto-Soudal                    |
| 17    | Coppa Bernocchi                                   | Italie      | 1.1    | Vincenzo Nibali                  | Astana                          |
| 18    | Championnat des Flandres                          | Belgique    | 1.1    | Michał Gołaś                     | Etixx-Quick Step                |
| 19    | Grand Prix Impanis-Van Petegem                    | Belgique    | 1.HC   | Sean De Bie                      | Lotto-Soudal                    |
| 19    | Mémorial Marco Pantani                            | Italie      | 1.1    | Diego Ulissi                     | Équipe nationale d'Italie       |
| 20    | Grand Prix d'Isbergues                            | France      | 1.1    | Nacer Bouhanni                   | Cofidis                         |
| 20    | Grand Prix de l'industrie et du commerce de Prato | Italie      | 1.1    | Daniele Bennati                  | Tinkoff-Saxo                    |
| 23    | Circuit du Houtland                               | Belgique    | 1.1    | Jens Debusschere                 | Lotto-Soudal                    |
| 26-27 | Tour du Gévaudan Languedoc-Roussillon             | France      | 2.1    | Thibaut Pinot                    | FDJ                             |
| 27    | Gooikse Pijl                                      | Belgique    | 1.2    | Oliver Naesen                    | Topsport Vlaanderen-Baloise     |
| 27    | Duo normand                                       | France      | 1.1    | Victor Campenaerts Jelle Wallays | Topsport Vlaanderen-Baloise     |
| 29    | Ruota d'Oro                                       | Italie      | 1.2U   | Simone Velasco                   | Zalf Euromobil Désirée Fior     |
| 30    | Trois vallées varésines                           | Italie      | 1.HC   | Vincenzo Nibali                  | Astana                          |
| 30-4  | Eurométropole Tour                                | Belgique    | 2.1    | Alexis Gougeard                  | AG2R La Mondiale                |

### Octobre

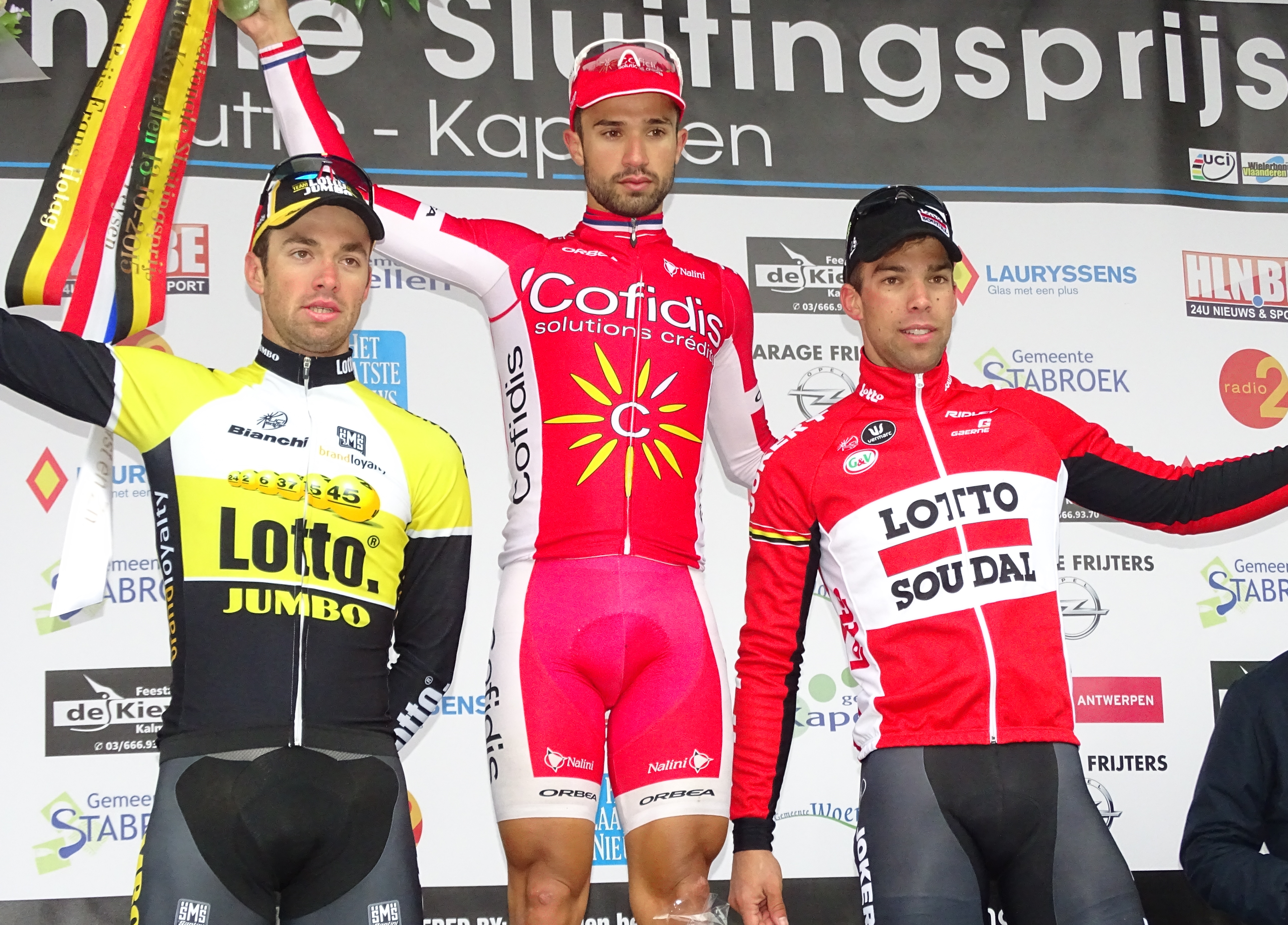
Podium de l'édition 2015 du Prix national de clôture : Tom Van Asbroeck (2e), Nacer Bouhanni (1er et vainqueur de l'UCI Europe Tour 2015 grâce à cette course) et Jens Debusschere (3e).

| Date  | Course                                 | Pays      | Classe | Vainqueur          | Équipe                 |
| ----- | -------------------------------------- | --------- | ------ | ------------------ | ---------------------- |
| 1     | Milan-Turin                            | Italie    | 1.HC   | Diego Rosa         | Astana                 |
| 2     | Tour du Piémont                        | Italie    | 1.HC   | Jan Bakelants      | AG2R La Mondiale       |
| 3     | Tour de Lombardie amateurs             | Italie    | 1.2U   | Fausto Masnada     | Colpack                |
| 3     | Tour de Münster                        | Allemagne | 1.HC   | Tom Boonen         | Etixx-Quick Step       |
| 4     | Tour de Vendée                         | France    | 1.1    | Christophe Laporte | Cofidis                |
| 6     | Binche-Chimay-Binche                   | Belgique  | 1.1    | Ramon Sinkeldam    | Giant-Alpecin          |
| 7-10  | Tour de Mevlana                        | Turquie   | 2.2    | Ahmet Örken        | Torku Şekerspor        |
| 8     | Paris-Bourges                          | France    | 1.1    | Sam Bennett        | Bora-Argon 18          |
| 8     | Coppa Sabatini                         | Italie    | 1.1    | Eduard Prades      | Caja Rural-Seguros RGA |
| 10    | Tour d'Émilie                          | Italie    | 1.HC   | Jan Bakelants      | AG2R La Mondiale       |
| 11    | Grand Prix Bruno Beghelli              | Italie    | 1.HC   | Sonny Colbrelli    | Bardiani CSF           |
| 11    | Paris-Tours                            | France    | 1.HC   | Matteo Trentin     | Etixx-Quick Step       |
| 11    | Paris-Tours espoirs                    | France    | 1.2U   | Sam Oomen          | Rabobank Development   |
| 13    | Prix national de clôture               | Belgique  | 1.1    | Nacer Bouhanni     | Cofidis                |
| 18    | Chrono des Nations-Les Herbiers-Vendée | France    | 1.1    | Vasil Kiryienka    | Sky                    |
| 22-25 | Tour d'Aegean                          | Turquie   | 2.2    | Ahmet Örken        | Torku Şekerspor        |

### Épreuves annulées
| Date           | Course                                                  | Pays      | Classe | Cause                                                                   |
| -------------- | ------------------------------------------------------- | --------- | ------ | ----------------------------------------------------------------------- |
| 12-15 février  | Tour méditerranéen                                      | France    | 2.1    | Dettes trop importantes de l'organisateur vis-à-vis de la LNC et la FFC |
| 5 mars         | Grand Prix de la ville de Camaiore                      | Italie    | 1.1    | Financière                                                              |
| 8 mars         | Roma Maxima                                             | Italie    | 1.1    | Problème d'organisation                                                 |
| 8 mars         | Grand Prix de Lillers-Souvenir Bruno Comini             | France    | 1.2    | Financière                                                              |
| 7 avril        | Gran Premio Palio del Recioto                           | Italie    | 1.2U   | Rétrogradation en course nationale                                      |
| 11 avril       | Grand Prix de Donetsk I                                 | Ukraine   | 1.2    | Épreuve annulée en raison de la guerre du Donbass                       |
| 12 avril       | Grand Prix de Donetsk II                                | Ukraine   | 1.2    | Épreuve annulée en raison de la guerre du Donbass                       |
| 17-19 avril    | Tour de Lidice                                          | Tchéquie  | 2.2    |                                                                         |
| 19 avril       | Trophée Melinda                                         | Italie    | 1.1    |                                                                         |
| 25 avril       | Tour Bohemia                                            | Tchéquie  | 1.2    |                                                                         |
| 1er mai        | Grand Prix de Francfort                                 | Allemagne | 1.HC   | Sécurité due à un potentiel attentat                                    |
| 1er mai        | Grand Prix de Francfort espoirs                         | Allemagne | 1.2U   | Sécurité due à un potentiel attentat                                    |
| 24 mai         | Omloop der Kempen                                       | Pays-Bas  | 1.2    | Rétrogradation en course nationale                                      |
| 31 mai         | Grand Prix Südkärnten                                   | Autriche  | 1.2    | Rétrogradation en course nationale                                      |
| 10 juin        | Izhevsk Cup                                             | Russie    | 1.2    |                                                                         |
| 11-14 juin     | Grand Prix Udmurtskaya Pravda                           | Russie    | 2.2    |                                                                         |
| 12-21 juin     | Girobio                                                 | Italie    | 2.2    |                                                                         |
| 12 juillet     | Ronde pévéloise                                         | France    | 1.2    | Financière                                                              |
| 24 juillet     | Central-European Tour Košice-Miskolc                    | Hongrie   | 1.2    |                                                                         |
| 25 juillet     | Central-European Tour Szerencs-Ibrány                   | Hongrie   | 1.2    |                                                                         |
| 25 juillet     | Grand Prix de l'industrie et de l'artisanat de Larciano | Italie    | 1.1    |                                                                         |
| 26 juillet     | Tour de Toscane                                         | Italie    | 1.1    | Financière                                                              |
| 26 juillet     | Central-European Tour Isaszeg-Budapest                  | Hongrie   | 1.2    |                                                                         |
| 2 août         | Grand Prix Kranj                                        | Slovénie  | 1.2    |                                                                         |
| 23 août        | Châteauroux Classic de l'Indre                          | France    | 1.1    | Conflit avec l'organisateur                                             |
| 29 août        | Grand Prix des commerçants de Templeuve                 | Belgique  | 1.2    |                                                                         |
| 12 septembre   | Tour du Jura                                            | Suisse    | 1.2    | Financière                                                              |
| 3-6 septembre  | Okolo Jižních Čech                                      | Tchéquie  | 2.2    | Rétrogradation en course nationale                                      |
| 3-6 septembre  | Tour de Gap                                             | Turquie   | 2.2    |                                                                         |
| 9-12 septembre | Hradec Králové-Wrocław                                  | Tchéquie  | 2.2    |                                                                         |
| 20 septembre   | Baronie Breda Classic                                   | Pays-Bas  | 1.2    |                                                                         |
| 7 octobre      | Maykop Cup                                              | Russie    | 1.2    |                                                                         |
| 8-11 octobre   | Tour du Caucase                                         | Russie    | 2.2    |                                                                         |
| 11 octobre     | Tour de Romagne                                         | Italie    | 1.2    |                                                                         |
| 20-23 novembre | Tour d'Alanya                                           | Turquie   | 2.2    |                                                                         |

## Classements
| Rang | Coureur              | Pays     | Points |
| ---- | -------------------- | -------- | ------ |
| 1    | Nacer Bouhanni       | France   | 721    |
| 2    | Edward Theuns        | Belgique | 649    |
| 3    | Dimitri Claeys       | Belgique | 524,25 |
| 4    | Edvald Boasson Hagen | Norvège  | 480    |
| 5    | Marko Kump           | Slovénie | 476    |
| 6    | Vitaliy Buts         | Ukraine  | 405    |
| 7    | Gaëtan Bille         | Belgique | 373,25 |
| 8    | Bryan Coquard        | France   | 373    |
| 9    | Davide Rebellin      | Italie   | 368    |
| 10   | Primož Roglič        | Slovénie | 337    |

| Rang | Équipe                       | Pays     | Points   |
| ---- | ---------------------------- | -------- | -------- |
| 1    | Topsport Vlaanderen-Baloise  | Belgique | 1 693    |
| 2    | Cofidis                      | France   | 1 600,2  |
| 3    | Bretagne-Séché Environnement | France   | 1 476    |
| 4    | Kolss-BDC                    | Ukraine  | 1 383,75 |
| 5    | Verandas Willems             | Belgique | 1 345,25 |
| 6    | RusVelo                      | Russie   | 1 300,92 |
| 7    | Wanty-Groupe Gobert          | Belgique | 1 276    |
| 8    | CCC Sprandi Polkowice        | Pologne  | 1 181    |
| 9    | Southeast                    | Italie   | 1 167,5  |
| 10   | Caja Rural-Seguros RGA       | Espagne  | 1 159,1  |

| Rang | Pays     | Points   |
| ---- | -------- | -------- |
| 1    | Italie   | 3 396,3  |
| 2    | Belgique | 3 364    |
| 3    | France   | 2 665,4  |
| 4    | Espagne  | 2 257,6  |
| 5    | Ukraine  | 1 945,5  |
| 6    | Pays-Bas | 1 896,25 |
| 7    | Slovénie | 1 882,8  |
| 8    | Russie   | 1 788,17 |
| 9    | Danemark | 1 457,68 |
| 10   | Norvège  | 1 451    |

| Rang | Pays        | Points |
| ---- | ----------- | ------ |
| 1    | Italie      | 1 641  |
| 2    | Pays-Bas    | 1 086  |
| 3    | Danemark    | 948,68 |
| 4    | France      | 751,07 |
| 5    | Belgique    | 593,5  |
| 6    | Allemagne   | 556,75 |
| 7    | Turquie     | 543    |
| 8    | Autriche    | 494,35 |
| 9    | Royaume-Uni | 467,2  |
| 10   | Norvège     | 548    |